# 渡辺美里
渡辺 美里（わたなべ みさと、1966年7月12日 - ）は、日本の歌手・作詞家・シンガーソングライターである。
本名同じ。京都府相楽郡精華町生まれ、東京都育ち。身長は158cm（公称）。所属事務所はHeartland（1983年 - 1995年） → アンティノスマネージメント（1995年 - 2004年3月） → ブルーワンミュージック（2004年5月 - 2006年3月） → ニューカム（2006年4月 - 2007年5月14日） → ララマハロ（2007年5月15日 - 、自身の個人事務所）。

## 人物
小学生時代、隣近所に外国人が住んでいて、仲良くなった。当時から歌うことが大好きだった彼女は、その男性に【霧のサンフランシスコ】を日本語で歌ってあげた。すると、彼は故郷を思い出したようで、泣き出した。
｢自分自身のナマの声で、何かを伝えることができるんだ！｣
といった思いを、当時の渡辺美里は抱（いだ）いたという。
東京都立松原高等学校卒業。血液型はO型。高校時代はラグビー部のマネージャー。高校の先輩に清水信之、EPO、佐橋佳幸らがいる。
高校在学中に、ミス・セブンティーンコンテスト に出場し、決勝まで残るがグランプリ（優勝）には届かなかった。
しかし、審査員の中で｢ビジュアルもかなり良いし、元気（快活）なキャラクターが素晴らしい！ しかも歌も上手（うま）かったから・・臨時で《歌ウマ部門》みたいなのを作り、受賞させよう！｣ といった話が持ち上がった。結果、突如新設された歌唱部門での受賞となる。
1985年、EPIC・ソニー（現エピックレコードジャパン）からデビュー。渡辺が初期に所属していた芸能事務所Heartlandの先輩でもある白井貴子の成功を受け“第二の白井貴子”としての側面もあり、デビュー直後の1985年6月15日に国立競技場にて行われた大規模コンサート「国際青年年記念 ALL TOGETHER NOW」にも白井のバックコーラスとして参加。1986年のシングル「My Revolution」のヒットにより一躍人気ソロシンガーとしての地位を築く。デビュー翌年から西武ライオンズ球場、大阪スタヂアム、ナゴヤ球場などで大規模なコンサートを行い、スタジアムでの物怖じしないパフォーマンスが当時のリスナーに支持を得た。また、ラジオパーソナリティーとしても知られており、TBSラジオ「スーパーギャング」など多数のレギュラー番組を担当。一時期は週に4本ものレギュラーラジオ番組を持ち、アイドルとは違った形のガールズポップの先駆者的シンガーとして活躍。また、1980年代後半から1990年代前半頃は佐野元春、大江千里、岡村靖幸、TM NETWORK、大沢誉志幸、小比類巻かほる等と共にエピックの稼ぎ頭的なアーティストとしても知られていた。
オリコンによれば、シングルランキング1位獲得は2作品にとどまっている一方（2位は8作品）、アルバムランキングは9作品が1位を獲得しており、このことからしばしばアルバム・アーティストなどと形容されることがある。また、アルバム連続1位獲得年数ランキングでは、松田聖子、中森明菜、B'zらと並び、歴代5位（タイ記録）の8年連続1位獲得という記録を持つ。
渡辺の楽曲の提供やプロデュースを担当している主なミュージシャンやプロデューサーに小室哲哉、岡村靖幸、木根尚登、伊秩弘将、石井妥師、大江千里、後藤次利、小林武史や渡辺と同じ高校の先輩である清水や佐橋等が居り、彼らは渡辺への楽曲提供やプロデュースで人気に火が付いた。
デビュー以来レーベル移籍は一度も行われておらず、一貫してエピックに所属している。因みにデビュー以来エピックに於ける同一のレーベル且つ長年に亘り所属している歌手は他に鈴木雅之等が居る。互いに長らく共演する事は極稀であったが、2011年に行われた自身のイベント『美里祭り2011』において鈴木と初共演を果たし、鈴木の代表曲「ロンリー・チャップリン」を熱唱している。
後述の西武ライオンズ球場でのライブが縁でプロ野球は埼玉西武ライオンズのファンである。
1987年以降、渡辺自身が作詞又は作詞作曲双方を手掛ける作品が殆どとなり、作詞の際は「MISATO」名義で（主に1987年以降）、作曲は本名名義で行う事が多い。又、同年以降は背表紙でも「MISATO」名義で表示される事が多い。

## 来歴

### デビュー前からデビュー10周年まで
- 1983年
  - 高校の仲間とアマチュアバンドを結成。学園祭でステージに立つ。
- 1984年
  - 第3回ミス・セブンティーンコンテスト（応募者数 全国18万325人）に参加し、最優秀歌唱賞を受賞。歌唱曲は高校の先輩でもあるEPOの楽曲「土曜の夜はパラダイス」。渡辺は受賞後のインタビューで好きな歌手はと問われ「セックス・ピストルズ」と返答[5]。同コンテストの同期には国生さゆり、工藤静香、松本典子、網浜直子、藤原理恵、斉藤さおりなどがいる。
  - Seventeenのモデルとして活動していた。
- 1985年
  - 4月、MBSラジオ『ヤングタウン』（水曜日）のパーソナリティーを、原田伸郎、北野誠らと共に務める。
  - 5月2日、シングル「I'm free」（TBS系ドラマ『スーパーポリス』主題歌）でEPIC・ソニーよりメジャーデビュー。
  - 6月15日、国立競技場（東京都）でのイベント「All Together Now」で白井貴子のコーラスとして参加する。
  - 9月22日、名古屋ハートランドスタジオを皮切りにライブハウスツアー『GROWIN' UP LIVE』がスタート（全国7か所7公演）。
  - 10月2日、デビューアルバム『eyes』をリリース。
  - 11月17日、大阪厚生年金会館中ホールで自身初のホールコンサート。
- 1986年
  - 1月22日、小室哲哉作曲の「My Revolution」（TBS系ドラマ『セーラー服通り』主題歌）をリリース。3月24日付のオリコンシングルチャート第1位を獲得。同曲は約70万枚（オリコン記録では44.5万枚）を売り上げ「出世作」となった。また、渡辺自身現時点で最大のヒット曲でもある。
  - 2月27日、TBS系『ザ・ベストテン』で「My Revolution」が5位にランクイン。生放送初出演となる。
  - 3月、TM NETWORKの3rdアルバム『GORILLA』のレコーディングにコーラス参加。
  - 4月8日、札幌市民会館を皮切りにライブツアー『My Revolution／19歳の秘かな欲望』がスタート（全国18か所19公演）。
  - 5月20日、音楽イベント「ダンス天国」で佐野元春と「So Young」 をデュエット。
  - 7月2日、2ndアルバム『Lovin' you』をリリース。邦楽ソロアーティストとして初の2枚組オリジナルCDとなる。
  - 7月23日、フジテレビ系『夜のヒットスタジオ』に初出演。「Long Night」を歌う。高校時代にマネージャーを務めていたラグビー部のメンバーたちとご対面（番組恒例企画）。
  - 8月2日、大阪スタヂアムを皮切りに、名古屋城深井丸広場、西武ライオンズ球場でスタジアムコンサート『MISATO SPECIAL '86 KICK OFF』を開催。女性ソロシンガーとして初の試みとなった。
  - 9月2日、広島郵便貯金会館を皮切りにツアー『Steppin' Now Tour』がスタート（全国38か所39公演）。しかし、ツアー中に声帯ポリープにかかり、中断を余儀なくされた。
  - 12月21日、日本武道館で行われたTBS開局35周年記念イベント「アニバーサリーロックフェスティバル」に参加。TM NETWORKとジョイントライブを行った。
- 1987年
  - 2月、日本武道館を含むアリーナツアー『Steppin' Now Special』を行う（大阪・名古屋・東京6公演）。
  - 2月、大江千里の初武道館ライブ『AVECツアー』にゲスト出演する（「本降りになったら」でデュエット）。
  - 6月24日、磐田市民会館（静岡県）を皮切りにコンサートツアー『SKIP TOUR』がスタート（全国49か所49公演）。
  - 8月5日、イベントライブ「広島平和コンサート ALIVE HIROSHIMA 1987-1997」に参加。他の参加アーティストは、尾崎豊、安全地帯、HOUND DOG、BARBEE BOYS、THE BLUE HEARTS、久保田利伸、岡村靖幸など。
  - 8月22日、阿蘇アスペクタ（熊本県）で開催された音楽イベント「BEAT CHILD」に参加。
  - 12月24日、日本テレビ『木曜スペシャル MERRY X'MAS SHOW '87』にて泉谷しげると「2人のFOUR SEASONS」（作詞/桑田佳祐＋泉谷しげる、作曲/桑田佳祐、編曲/小林武史）をデュエット。同番組には、松任谷由実、アン・ルイス、吉川晃司、鈴木雅之、Char、小泉今日子、忌野清志郎、鮎川誠、坂崎幸之助、桜井賢、前田亘輝、爆風スランプ、BARBEE BOYS、米米CLUBなども出演した。
- 1988年
  - 1月14日、TBS系『ザ・ベストテン』で「悲しいね」が7位にランクイン。苗場プリンスホテルより生中継。
  - 3月11日、国立代々木第一体育館を含むアリーナツアー“SPECIAL CONCERT「OH!」”を行う（名古屋・大阪・東京6公演）。
  - 4月21日、シングル「恋したっていいじゃない」をリリース。自身初のCDシングル盤となる。UCC缶コーヒーキャンペーンソングとなり同CMに本人が出演。
  - 4月29日、日清パワーステーションで行われた岡村靖幸のライブに飛び入り参加。
  - 5月9日、 日本テレビ系『歌のトップテン』で「恋したっていいじゃない」がランクイン。日清パワーステーションより生中継。
  - 5月20日、テレビ東京系『eZ』でシュープリームスの「Stop in the name of love」をカバー。
  - 5月28日、4thアルバム『ribbon』をリリース。自身初のミリオンセラーを達成。
  - 7月21日、11thシングル「センチメンタル カンガルー」をリリース。UCC缶コーヒーキャンペーンソングとなり同CMに本人が出演。
  - 7月24日、西武ライオンズ球場で3度目のスタジアムコンサート『ribbon power』を行う。当日、NHK衛星放送による初のノーカット生放送が試みられる（大阪・西武2公演）。
  - 10月1日、市原市市民会館（千葉県）を皮切りにコンサートツアー『news』がスタート（全国47か所48公演）。
  - 10月21日、12thシングル「君の弱さ/10 years」をリリース。「君の弱さ」はTBS系『世界・ふしぎ発見!』エンディングテーマ、「10 years」はUCC缶コーヒーキャンペーンソングとなり同CMに本人が出演。
  - 11月3日、早稲田大学で行われた泉谷しげるのライブに飛び入り参加し、「野性のバラッド」を歌った。
- 1989年
  - ロンドンへ短期留学。
  - 2月18日、フェスティバルホール（大阪府）を皮切りにコンサートツアー『MISATO CONCERT TOUR news special』が行われる。（全国5ヶ所12公演）
  - 6月30日、初主演となる映画『on the Flower bed』が全国で上映。
  - 7月12日、フジテレビ系『夜のヒットスタジオDELUXE』にて、大江千里(マンスリーゲスト)、TM NETWORKと共演。「ムーンライト ダンス」を披露したが、音源が途中で消えるというハプニング発生。
  - 7月25日、26日の2日連続で西武ライオンズ球場で4度目コンサート『SUPER Flower bed BALL '89』を行うが、2日目の26日は、豪雨と激しい落雷のため、消防からの指導によりライブ半ばにして中止。後に「伝説のライブ」と呼ばれる。
  - 10月21日、15thシングル「虹をみたかい」をリリース。オリコン初登場1位獲得。maxell NEW XLシリーズイメージソングとなり同CMに本人が出演。
  - 11月30日、『SUPER Flower bed BALL '89 秋 史上最大の学園祭』を東京ドームにて行う。
  - 12月1日、過去にリリースされた1stシングル「I'm Free」から9thシングル「悲しいね」までの計9枚のEP盤が一斉にCDシングル化。併せてアナログ盤の生産が中止され、14thシングル「すき (Apricot Mix)」と5thアルバム『Flower bed』がそれぞれ最後のアナログ盤となった。
- 1990年
  - 2月7日、沢田研二「堕天使の羽音」にコーラス参加。
  - 7月1日、17thシングル「恋するパンクス」のカップリング曲「Love is magic」のレコーディングにB'zの松本孝弘が参加。
  - 7月19日、群馬県民会館を皮切りにコンサートツアー『misato 1990 TOUR tokyo』がスタート（27か所34公演）。
  - 12月22日、『misato Xmas tokyo』を横浜アリーナ（2DAYS）にて開催。
- 1991年
  - 3月30日、「SUPER MULTI VIDEO CONCERT」を横浜アリーナにて行う。
  - 7月25日、愛媛県民会館を皮切りにコンサートツアー『misato Lucky 1991 TOUR －みさっちゃんの大冒険－』がスタート（32か所41公演）。
  - 12月22日、『misato Lucky Christmas -みさっちゃんの大冒険-』を横浜アリーナ（2DAYS）にて行う。
- 1992年
  - 8月5日、ナゴヤ球場を皮切りにツアー『渡辺美里 '92 スタジアム伝説』がスタート。
  - 12月22日、『渡辺美里'92 スタジアム伝説 "FINAL"』を横浜アリーナ（2DAYS）にて開催。
- 1993年
  - 7月1日、シングル「BIG WAVE やってきた」をリリース。コーラスにデーモン小暮が参加。銀座じゅわいよ・くちゅーるマキ（銀座ジュエリーマキ）CM曲。しかし同年7月12日に発生した北海道奥尻島沖地震の影響によりテレビCM打ち切り、ラジオでのオンエア自粛などの憂目に合う（※ビッグウェーブは地震の津波を連想させるため）。カップリング曲の「素直に泣ける日 笑える日」は日本マクドナルドCM曲となる。
  - 8月8日、西武ライオンズ球場（8年連続）と阪急西宮スタジアムにてスタジアムコンサート『渡辺美里'93 ジャングル・パラダイス』を行う。
  - 8月16日、群馬県民会館を皮切りにコンサートツアー『BIG WAVE TOUR '93』をスタート（全国34か所47公演）。
  - 12月22日、『misato BIG WAVE TOUR '93 FINAL』を横浜アリーナ（2DAYS）にて開催。
- 1994年
  - 9月10日、千葉県文化会館を皮切りにツアー『misato Baby Faith TOUR 1994-1995』を行う（全国24か所34公演）。
- 1995年
  - 事務所「Heartland」から「アンティノスマネージメント」に移籍。
  - 1月28日、『misato Baby Faith TOUR 1994-1995 SPECIAL』を横浜アリーナ、大阪城ホール（2月12日）（※阪神淡路大震災の為、日程が当初より変更）にて行う。
  - 7月15日、10周年を迎え、初のベスト・アルバム『She loves you』をリリース。同時に10周年記念ビデオ『She loves you born IX 10th anniversary video collection 1985-1995』、そして初めての写真集『SHE LOVES YOU, Yeah! Yeah!』をリリース。
  - 8月5日、10年連続となる西武スタジアムライブ『She loves you 1995 Summer 10th Anniversary』を行う。

### デビュー10周年以降からデビュー20周年まで
- 1996年
  - 3月30日、西武ライオンズ球場にて西武ライオンズ公式戦始球式を行う。
  - 7月12日、30歳を迎えたこの日、松戸森のホール21（千葉県）を皮切りに『Misato Free Spirits tour '96』がスタート。
  - 9月17日、大宮ソニックシティ（埼玉県）で公演中、本人の急性声帯炎の為、公演が途中で中止となる。
- 1997年
  - 3月26日、MBSラジオ『ヤングタウン』30周年記念番組に出演。
  - 4月5日、西武ライオンズ球場にて2年連続西武ライオンズ公式戦始球式を行う。
  - 7月24日、大阪城ホールにてコンサート『misato 熱闘 '97』行う。大江千里がゲスト出演。同年6月29日に編曲家の大村雅朗が亡くなり、大村の死を悼み歌を捧げた。
  - 8月2日、西武ライオンズ球場にてコンサート『misato 熱闘 '97』を行う。大阪城ホール公演に続き、大村の死を悼んで「ランナー」を歌う。
- 1998年
  - 5月23日、NHKホール（東京都）にて大江千里のデビュー15周年記念ライブにゲスト出演し、「悲しいボーイフレンド」を大江のピアノにのせて披露する。
  - 7月5日、松戸森のホール21を皮切りにツアー『1998 ハダカノココロ ツアー』がスタート（23か所26公演）。
  - 8月8日、西武ドームにて13年連続のコンサート『misato 1998 西武スタジアム vol.13 太陽は知っている』を行い、野外最後の西武スタジアムライブとなった。
- 1999年
  - 5月27日、自身初となるフルオーケストラコンサート『misato '99 春 うたの木』をBunkamuraオーチャードホールにて行う（2DAYS）
  - 11月6日、横須賀芸術劇場（神奈川県）を皮切りにツアー『misato '99 うたの木 〜冬の華〜』がスタート（8か所13公演）。
- 2000年
  - 2月17日、すみだトリフォニーホール（東京都）で行われた新日本フィルハーモニー交響楽団の演奏会「ファーストPOPS」にゲスト出演。
  - 3月28日、NHK BS2『新・真夜中の王国』火曜日のパーソナリティーを務める。
  - 8月5日、連続15回目となる西武ドームライブ開催。
  - 9月7日、神戸チキンジョージで行われた大江千里のライブに飛び入り出演。
  - 10月14日、ZEPP OSAKAを皮切りにライブハウスツアー『うたの木 2000 fragile』がスタート。大阪・福岡・東京で6公演。
  - この年を最後に、デビュー当初からディレクター兼エグゼクティブ・プロデューサーを務めた小坂洋二がエピックレコードを退社。以後、渡辺美里本人によるセルフプロデュースとなる。
- 2001年
  - 8月26日、ロバータ・フラックの「やさしく歌って」をカバー。ネスカフェエクセラのCMソングとなる。
- 2002年
  - 3月1日、パストラルかぞ（埼玉県）を皮切りに『じゃじゃ馬ならしツアー '02』がスタート（19か所20公演）。
  - 9月22日、東京国際フォーラム・ホールAで開催された文化庁主催“ポップ・アジア2002”に参加。
  - 10月4日、大阪シンフォニーホールで開催されたディズニー生誕100周年記念イベント“ディズニー・オン・クラシック”にシークレットゲストとして出演。東京公演は10月6日サントリーホールにて開催。
- 2003年
  - 2月16日、エピックレコードジャパン25周年記念イベント『LIVE EPIC 25』に参加。「きみに会えて」「My Revolution」は小室哲哉のピアノ伴奏とともに歌われる。他、「恋したっていいじゃない」「10 years」を歌う。
  - 3月26日、山口智充と宮迫博之の音楽ユニット「くず」のアルバム『くずアルバム』にコーラス参加。
  - 3月、テレビ朝日系テレビアニメ『ドラえもん』のオープニングテーマ「ドラえもんのうた」を担当。
  - 5月2日、三郷市文化会館（埼玉県）を皮切りに『うたの木 2003 CAFÉ VOYAGE』がスタート（全国16か所）。公演初日は渡辺美里のデビュー18周年の記念日ということで、美里（みさと）が三郷（みさと）でライブを行うというスタッフの洒落の利いた配慮がなされた。
  - 8月24日、大阪城野外音楽堂で行われた大江千里の『納涼千里天国』にゲスト出演。
  - 11月14日、NTTドコモ東海主催『コミュニケーショントークライブ2003 〜21世紀のコロンブスたち〜』にチェン・ミンと共にゲスト出演。
- 2004年
  - 1月23日、NHK BS2『テント2004公園通りで会いましょう』マンスリーゲストの大江千里と共にデイリーゲストとして出演。
  - 5月8日、映画『世界の中心で、愛をさけぶ』（監督：行定勲）で朔太郎と亜紀が聞くラジオ番組のDJ役を演じ、「きみに会えて」が映画の挿入歌として使われる。
  - 7月27日、FM NACK5で実況生中継された『さいたまシティカップ2004 浦和レッズ対インテル・ミラノ』に、葛城哲哉、小室哲哉らと共にコメンテーターとしてゲスト出演。
  - 8月10日、青山海岸（新潟県）で開催された服部克久プロデュースの野外ライブ『2004 日本海 夕日コンサート』にゲスト出演。
  - 9月17日、和光市民文化センター（埼玉県）を皮切りに『Blue Butterfly tour 2004』がスタート。
  - 10月14日、倉敷市民会館（岡山県）で行われた槇原敬之のコンサートに飛び入り出演。槇原、渡辺の両方のライブでサポートミュージシャンを務めていた有賀啓雄の誕生日を祝う。
  - 10月22日、アートコンプレックス1928（京都府）を皮切りに初のアコースティックライブツアー『Misatoうたの木 SEED』がスタート。
  - 12月25日、ホテル日航東京にて初めてのディナーショウ『Misato First X'mas dinner』が開催（12月22日大阪）。
  - 12月31日、ハウステンボス（長崎県）にてカウントダウンイベントライブに参加。
- 2005年
  - 1月15日、祇園甲部歌舞練場（京都府）で開催されたイベントライブ『環の音楽』にゲスト出演。
  - 1月16日、ボ・ガンボスのトリビュートアルバム『CollaBo GumBos vol.1』に収録の「魚ごっこ」にボーカルとして参加。
  - 5月1日、大宮ソニックシティ（埼玉県）で行われたNACK5開局17年記念イベント『NACK5 SPECIAL LIVE NEXT STAGE 〜CITY NIGHT 2005〜』に鈴木雅之、ゴスペラーズと共に出演。
  - 7月13日、全国CD店にて「渡辺美里 西武ライブSPECIALパネル展」が開催。
  - 7月16日、東京青山のクラブMANIAC LOVEにてクラブイベント「misato club born」が開催。ファンクラブ主催の初オールナイトイベントとなった。
  - 7月17日 - 19日、池袋Orange Galleryにて「V20 MISATO GALLERY -TOKYO-」が開催。デビュー当時からの貴重な資料が展示された。
  - 7月25日 - 8月7日、名古屋・栄パークスクエア&セントラルギャラリーにて、東京より更に規模を拡大した「V20 MISATO GALLERY -NAGOYA-」が開催。
  - 8月6日、連続20年続いた西武スタジアムライブが『MISATO V20 スタジアム伝説〜最終章〜 NO SIDE』をもってファイナルとなる。
  - 10月2日、梅田芸術劇場（大阪府）を皮切りにフルオーケストラコンサート『うたの木 seasons"オーケストラ"』がスタート。関西フィルハーモニー管弦楽団、新日本フィルハーモニー交響楽団と共演（東京・川崎など全4公演）。
  - 11月20日、海老名市文化会館（神奈川県）を皮切りにツアー『Misato Sing and Roses Tour '05-'06 〜歌とバラの日々〜』がスタート（全国20か所）。最終公演の2006年04月23日 (日)大宮ソニックシティ公演では、途中「（このへん（胸のあたり）にザキザギしたものがありますので一旦中断します」と約15分ほど中断された。音響システムのトラブルではないかと思われる。
  - 11月23日、アルバム『Sing and Roses〜歌とバラの日々〜』をリリース。槇原敬之、小渕健太郎（コブクロ）、TAKURO（GLAY）らが楽曲提供。
  - 12月19日、ハイアットリージェンシーオーサカを皮切りに『Misato uta no ki 2005 "X'mas dinner"』がスタート（24日：名古屋、25日：東京）。
  - 12月31日、『NHK紅白歌合戦』（第56回、NHK総合・ラジオ第1）に初出場。「スキウタ」に選ばれた「My Revolution」を歌唱。

### デビュー20周年以降
- 2006年
  - 1月、「Kiss from a rose」が関東地区にて新築マンション「我孫子グラン・レジデンス」のCMソングとなる。
  - 3月、シングル「トマト」が北九州空港CMソングとなる。
  - ルイ・アームストロングの「What a Wonderful World」をカバーし、SONYデジタルハイビジョン「BRAVIA」のCMソングとなる。
  - 7月22日、山中湖で「美里祭り2006! In 山中湖 〜初富士・美里・夏が来た!〜」を開催。山中湖シアター「ひびき」の杮落とし公演を行った。
  - 10月5日、海老名市文化会館（神奈川県）を皮切りに『Sing and Rosesアコースティックライブ 〜うたの木〜』がスタート。（全国15か所）
  - 12月25日、ホテル日航東京にて『Misato X'mas dinner』を開催。
- 2007年
  - 1月26日、天王洲 銀河劇場（東京都）にて、「与謝野晶子・みだれ髪」をテーマにした歌と朗読のコンサート「うたの木 朗読会 2007 〜言の葉コンサート〜」を行う（3DAYS）。
  - 3月11日、東京国際フォーラム・ホールCで行われた谷村新司のコンサート「ココロの学校」に、ココロの先生として出演。
  - 4月、「KISS & CRY」が「名鉄不動産」のCMソングとなる。
  - 5月15日、所属事務所「株式会社ララマハロ」に移籍。
  - 5月19日、薬師寺（奈良県）にて、薬師寺本尊開眼1310年記念ライブ「Present Tree Live」を行う。
  - 7月29日、横浜みなとみらい新港埠頭にて、野外ライブ「横浜美里祭り Cosmic Night 2007」を行う。
  - 8月18日、熊本城奉行丸にて、野外ライブ「熊本美里祭り夏絵巻 Cosmic Castle 2007」を行う。
  - 9月29日、戸田市文化会館（埼玉県）を皮切りに『ココロ銀河ツアー'07』がスタート（全国19か所）。
- 2008年
  - 1月1日渋谷C.C.Lemonホール（東京都）にて、元日プレミアムライブを行う。
  - 4月5日、赤坂サカス・Sacas広場にて、「さくら Sacas LIVE WEEK misato アコースティックライブ 「さくらの花の咲くころに」」を行う。
  - 5月5日、自由が丘駅・駅前ロータリーにて、「自由が丘スイーツフェスタ」でフリーライブ「渡辺美里 LIVE at 自由が丘スイーツ 08」を行う。
  - 8月9日、東京ビッグサイト西野外展示場にて、野外ライブ「美里祭り2008 東京ブギウギキッス」を行う。
  - 8月17日、「お台場冒険王ファイナル」のイベント「とくダネ! 朝のヒットスタジオLIVE」に出演。
  - 9月13日、大阪城音楽堂にて、野外ライブ「美里祭り2008 ラプソディ・イン・大阪」を行う。
  - 10月17日、東京国際フォーラム・ホールAにて開催された「朝のヒットスタジオコンサート」に出演。
  - 11月9日、フェスティバルホール（大阪府）にて開催された「大阪アジア音楽祭2008」に出演。
  - 11月28日、Bunkamuraオーチャードホール（東京都）にて開催された「ゴンチチ30周年 秋祭り」にゲスト出演。
  - 12月15日、岡山シンフォニーホールにて開催された「DOCOMO SOUND CONNECTION 2008 HEARTY XMAS CONCERT」にゲスト出演（12月16日、広島厚生年金会館で開催された公演にも出演）。
  - 12月21日、パシフィックホテル沖縄にて「2008 MISATO WATANABE クリスマスディナーショー」を開催。
  - 12月23日、ヒルトン大阪にてクリスマスディナーショーを開催。
- 2009年
  - 1月1日、渋谷C.C.Lemonホール（東京都）にて、元日ライブ「お正月だよ! Dear My Tokyo」を行う。
  - 5月9日、サンシティーホール（埼玉県）を皮切りに「渡辺美里コンサートツアー 2009 Dear My Songs 〜輝くとき〜」がスタート（全国15箇所）。
  - 8月22日、横浜赤レンガパーク野外特設会場にて、野外ライブ「美里祭り2009 輝く夏」を行う。
  - 8月30日、鶴岡八幡宮（神奈川県）にて開催された「鶴岡八幡宮 奉納ライブコンサート 鎌倉音楽祭 鶴舞2009」に出演。
  - 9月5日、河口湖ステラシアター（山梨県）にて開催された「森山良子 ♪野外協奏曲♪」にゲスト出演。
  - 9月13日、東京国際フォーラム・ホールAにて開催された「ニッポン放送開局55周年記念コンサート オールナイトニッポン歌伝説」に出演。
  - 11月7日、渋谷C.C.Lemonホールにて開催された「第4回 渋谷音楽祭」に出演。
  - 12月21日、グランドプリンスホテル赤坂（東京都）にて「渡辺美里 X'masディナーショー 2009」を開催。
  - 12月23日、中野サンプラザ（東京都）にて開催された「塩谷哲プロデュース SALTISH NIGHT Vol.13」に出演。
  - 12月24日、両国国技館（東京都）にて開催された「オーラなクリスマス! 〜江原啓之 with friends〜」にゲスト出演。
  - 12月31日、大阪国際会議場メインホールにて、「渡辺美里カウントダウンライブ 祝!祝! V V 25」を行う。
- 2010年
  - 2月13日、キロロスノーワールド（北海道）にて、「渡辺美里 トーク&ライブ」を行う。
  - 2月20日、城ヶ丘ピュアランド（新潟県）にて、「第61回 十日町雪まつり」でライブを行う。
  - 3月20日、中野サンプラザにて行われた「WOWOW 卒業のうた'10 〜songs for tomorrow〜」に出演。
  - 3月26日、福岡Yahoo! JAPANドーム にて、福岡ソフトバンクホークス本拠地開幕戦「ASAHI SUPER DRY "LIVE POP HAWKS"」の試合前にライブと国歌独唱を行う。この中で、同イベントのインスパイアソングである書き下ろし曲「ぼくらのアーチ」を初披露し、同日、自身初の配信限定シングルとしてリリース。同曲はのちにCD化された。
  - 7月15日、Bunkamuraオーチャードホールにて開催された「生きる2010 〜小児がんなど病気と闘う子どもたちとともに 〜森山良子 with FRIENDS」にゲスト出演。
  - 8月28日・29日、河口湖ステラシアターにて野外ライブ「25th Anniversary Summer 美里祭り2010 Song is Beautiful Party! Party!」を行う。9月4日には北海道・札幌芸術の森野外ステージで、9月11日には福岡県・海の中道海浜公園デイキャンプ場でも野外ライブを行う。
  - 9月19日、海の見える杜美術館（広島県）にて開催された「杜のフェスティバル 2010」に塩谷哲とともに出演。
  - 10月2日、福生市民会館（東京都）を皮切りに「25th Anniversary 渡辺美里コンサートツアー2010 Wonderful Moments パレード！パレード！」がスタート（全国10箇所）。
  - 10月10日、CRAZYMAMA KINGDOM（岡山県）を皮切りに「25th Anniversary 渡辺美里 プレミアライブツアー」がスタート。（全国10箇所）。佐橋佳幸・Dr.kyOnとともにライブを行った。
  - 10月16日、愛知県清須市西枇杷島町南六軒付近特設ステージにて開催された「なごや・きよす夢まつり 夢花火音楽祭 音市音座」に出演。
- 2011年
  - 2月5日、福岡サンパレス ホテル&ホールにて開催された「おとなヘビーローテーションライブ」に、石井竜也やスターダストレビューとともに出演。
  - 4月5日、ニューヨークのライブハウス・The Bitter Endにて、大江千里とともに東日本大震災チャリティーライブを行う。
  - 4月30日、ザ・シンフォニーホール（大阪府）にてフルオーケストラコンサート「うたの木 オーケストラ 2011」を行う。5月2日には東京都・すみだトリフォニーホールでも行う。
  - 5月8日、アクトシティ浜松（静岡県）にて開催された『coba プロデュース 夢の豪華コラボレーション「coba × 渡辺美里 ×塩谷哲 special collaboration」』に出演。
  - 5月14日、万博記念公園（大阪府）にて開催された『東日本大震災支援チャリティコンサート - What a Wonderful World in KANSAI 「顔晴（がんば）ろうニッポン！手をつなごう関西！」』にDEPAPEPEとともに出演。
  - 6月7日、日産スタジアムにて開催されたキリンカップサッカー・日本対チェコ戦において、国歌独唱を行う。
  - 7月24日、勾当台公園(宮城県)にて開催された「TBC夏祭り2011」に出演。
  - 8月6日、大阪城音楽堂にて、野外ライブ「美里祭り2011 〜大阪より愛を込めて〜」を行う。
  - 8月27日・28日、河口湖ステラシアター（山梨県）にて野外ライブ「美里祭り2011 〜富士山河口湖より愛を込めて〜」を行う。
  - 9月9日、東京グローブ座にて行われた『小堺クンのおすましでSHOW 26 〜プリズン・ブラザーズ〜』にゲスト出演。
  - 9月17日、犬山市民文化会館（愛知県）にて開催された『coba produce Legend Night』に出演。
- 2012年
  - 1月1日、国立競技場にて開催された第33回全日本女子サッカー選手権大会決勝・INAC神戸レオネッサ対アルビレックス新潟レディース戦において、国歌斉唱を行う。
  - 同日、渋谷公会堂（東京都）にて、ライブ「新年はステージだ!!!」を行う。1月14日にはNHK大阪ホールでも同ライブを行う。
  - 3月4日、南条文化会館（福井県）にて「渡辺美里×塩谷哲 ファンタジア vol.1」を開催。同公演を、3月10日・11日にサンケイホール ブリーゼ（大阪府）、9月2日には岐阜市民会館（岐阜県）でも公演。
  - 4月3日より9月13日まで、全国のライブハウスを巡るツアー「セレンディピティー～人生はステージだ～」を行う（但し、佐世保のみアルカス佐世保ホールでの開催）。ライブハウスツアーは27年ぶり。
  - 7月28日、8月4日、8月11日、8月25日の計4日、「情熱大陸 SPECIAL LIVE SUMMER TIME BONANZA '12」に出演。情熱大陸ライブ初登場。
  - 8月17日、日本武道館にて「美里祭り2012 〜ワンダー7〜」を開催。日本武道館でのライブは18年ぶり。
  - 11月17日より12月7日まで青山劇場（東京都）で上演されたミュージカル「アリス・イン・ワンダーランド」（主演・安蘭けい）にハートの女王役で出演。ミュージカル出演は自身初。同ミュージカルは12月14日から12月16日まで梅田芸術劇場（大阪府）でも公演。
- 2013年
  - 1月18日、青森市文化会館で開催されたオールナイトニッポンコンサートに出演。宇崎竜童と共演し、山口百恵の夢先案内人、ロックンロール・ウィドウ等を歌う。
  - 5月5日、日比谷野外大音楽堂（東京都）にて「美里祭り2013 〜春のハッピーアワー〜」を開催。初の日比谷野音でのライブ開催。
  - 6月23日、會津風雅堂（福島県）で開催されたオールナイトニッポンコンサートに出演。泉谷しげる、藤井フミヤ、藤井尚之と共演。
  - 7月25日、神奈川県音霊SEA STUDIOで開催された「音霊 本日のおすすめ」にゲスト出演、佐橋佳幸、根本要(スターダストレビュー)と共演。
  - 7月20日福島県いわき市、7月21日福島県須賀川市で、ソノダバンドとのコラボレーションライブ「復興応援『その日が来るまで』」に出演。ソノダバンドとは初共演。
  - 8月3日万博記念公園もみじ川芝生広場（大阪府）、8月10日夢の島公園陸上競技場（東京都）、8月24日いわみざわ公園野外音楽堂キタオン（北海道）の計3日、「情熱大陸 SPECIAL LIVE SUMMER TIME BONANZA '13」に昨年に引き続き出演。
  - 8月17日、UGUISS feat. MISATOとして北海道の石狩湾新港樽川ふ頭横野外特設ステージで行われる「RISING SUN ROCK FESTIVAL 2013 in EZO」に出演。
  - 9月7日、duo MUSIC EXCHANGE（東京都）を皮切りに、UGUISS feat. MISATOとして「Sweet Revenge Tour 2013」を開催（全国7箇所。12月8日まで）。
  - 9月21日、ニトリ文化ホール（北海道）で開催された「みんなで"UHB!"ライブ　うたって　はじける　べさ」に出演。SSKオールスターズ(スターダストレビュー、杉山清貴、KAN)及び夏川りみと共演。
  - 11月17日、NHKホール（東京都）にて「美里祭り2013 〜秋のセンチメンタルジャーニー〜」を開催。
- 2014年
  - 1月13日、さいたま市民会館おおみやにて「渡辺美里×塩谷哲 ファンタジア vol.2」を開催。
  - 3月、「うたの木～今夜のスペシャリテ～」を開催。開催日程・開催場所は、3月5日ブルーノート名古屋、3月7日・8日ビルボードライブ大阪、3月11日・12日ビルボードライブ東京。
  - 5月4日、日比谷野外大音楽堂、5月6日に大阪城野外音楽堂で、「美里祭りV9 Boom Boom Bloom」を開催。
  - 7月12日、ファンクラブイベント「スーパーオフショットアワード2014」を東京都のステラボール(エプソン品川アクアスタジアム)にて開催。
  - 7月21日、六本木ヒルズアリーナで開催の「SUMMER STATION 音楽ライブ」に出演。フリーイベント。
  - 8月9日、新潟市青山海岸特設ステージで開催された「第29回 2014日本海夕日コンサート」に出演。
  - 8月11日、徳島中央公園で開催された「阿波踊りサウンドフェスティバル 2014」に出演。
  - 11月より青山劇場で再上演されたミュージカル「アリス・イン・ワンダーランド」（主演・安蘭けい）にハートの女王役で出演。同ミュージカルは12月は梅田芸術劇場（大阪府）、12月19日・20日は中日劇場（愛知県）でも上演。
  - 12月24日、帝国ホテル 大阪・孔雀の間にて「～聖なる夜の美里祭り～クリスマス編～」（ディナーショー）を開催。
- 2015年
  - 1月1日、渋谷公会堂にて元日ライブ「新春! 美里祭り」を開催。
  - 5月2日、大阪城野外音楽堂、5月5日に日比谷野外大音楽堂で、「春の美里祭り　30th Revolution」を開催。
  - 5月9日よりデビュー30周年記念として、47都道府県でのライブツアー「30th Revolution」を開催。春の美里祭りと合わせ47都道府県、全52公演。12月23日、大阪フェスティバルホールでツアーファイナル。
- 2016年
  - 1月9日、横浜アリーナで「オーディナリー・ライフ祭り」を開催。同会場でのライブは21年ぶり。
- 2018年
  - 8月4日、メットライフドームで国歌独唱を行う。同会場に訪れるのは13年振りで、当日のみ、MISATO TRAINが運行復活。

## 西武スタジアムライブ & MISATO TRAIN

### 西武スタジアムライブ
1986年度から始まった西武ライオンズ球場で開催される夏のコンサートが、2005年まで毎年恒例となった。これが始まるきっかけとなったのは、ある日の『渡辺美里のスーパーギャング』（TBSラジオ）放送前のはがきの仕分け中にマネジャーから「やってみる?」ときかれた時に、球場のことが良くわからないようなままではがきを読みながら“何となく”といった感じで返事をしたことだったという。これまでに、のべ70万人を動員し、全盛期には4万枚のチケットが即日完売するほどの盛況であったが、2005年8月6日の「V20」（20回目の意）を最後に、20年続いた西武ライブは幕を閉じた。ラストとなるV20には約39,000人の観客を動員し、佐橋佳幸や大江千里らが最後の応援にかけつけるなど感動のフィナーレとなった。タイトルは「kick off（1986年）」にはじまり「NO SIDE（2005年）」で終わるという、ラグビーの試合開始と終了を意味しており、これは本人が高校時代にラグビー部のマネージャーを務めていたことに由来する。なお、西武スタジアムライブは1986年から2005年まで連続20回とされているが、実際には1989年に2日間2公演行われているので、正しくは連続21回公演となる。

### 西武スタジアムライブ歴代タイトル
- 1986年 - 「MISATO SPECIAL '86 KICK OFF」（ゲスト：小室哲哉、清水信之）
- 1987年 - 「SKIP TOUR SPECIAL “助走1987”」
- 1988年 - 「ribbon power」
- 1989年 - 「SUPER Flower bed BALL '89」（この年のみ2日間2公演で、2日目のライブは雷雨のため途中で打ち切り[注釈 2]。ゲスト：岡村靖幸）
- 1990年 - 「misato SEIBU STADIUM '90 tokyo」
- 1991年 - 「misato Lucky 西武球場 - 大冒険」
- 1992年 - 「渡辺美里'92 スタジアム伝説」
- 1993年 - 「渡辺美里'93 ジャングル・パラダイス」
- 1994年 - 「渡辺美里'94 西武スタジアム ムーンライトピクニック」
- 1995年 - 「She loves you 1995 Summer 10th Anniversary」
- 1996年 - 「Free Spirits '96」（ゲスト：鬼太鼓座）
- 1997年 - 「misato 熱闘 '97」
- 1998年 - 「misato 1998 西武スタジアム vol.13 太陽は知っている」
- 1999年 - 「MISATO '99 SEIBU DOME Vol.14」
- 2000年 - 「MISATO SWEET 15th DIAMOND 2000」（ゲスト：鬼太鼓座）
- 2001年 - 「MISATO WATANABE SEIBU DOME 2001 TRY TRY TRY」
- 2002年 - 「Miss Seventeen Stadium 2002」（ゲスト：ビックリホーンズビー、チェン・ミン、山口智充）
- 2003年 - 「100% MISATO 〜orange 18th〜」（ゲスト：コブクロ、大江千里、ドラえもん）
- 2004年 - 「Misato Seibu Dome Blue Butterfly 19th」（ゲスト：木根尚登、DJ DRAGON）
- 2005年 - 「MISATO V20 スタジアム伝説〜最終章〜 NO SIDE」（ゲスト：大江千里、山口智充、佐橋佳幸）

### MISATO TRAIN

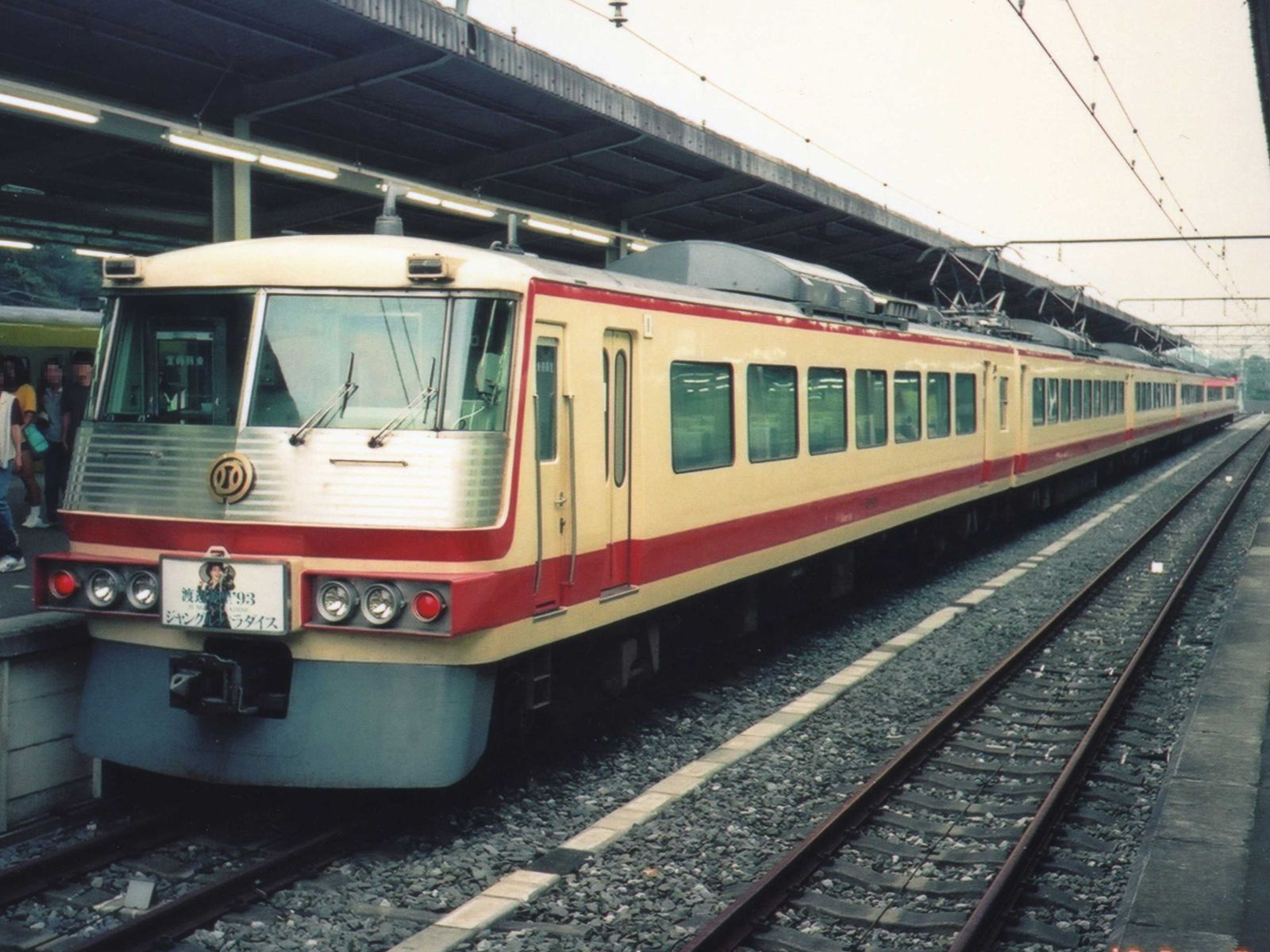
1993年の「MISATO TRAIN」

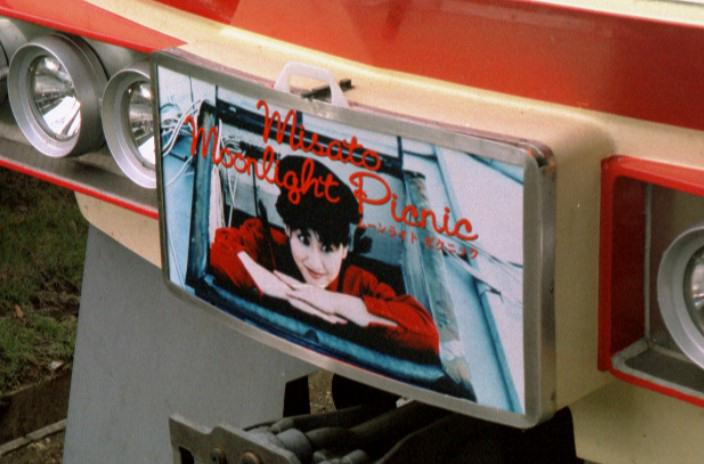
1994年の「MISATO TRAIN」ヘッドマーク

1990年以降は最後の年の2005年まで、ライブの観客輸送を兼ねた臨時特別列車・「MISATO TRAIN」が、5000系レッドアロー号（1990年度-1994年度）、10000系ニューレッドアロー号（1995年度-2005年度）で運転された。2018年、8月4日に西武ライオンズ40周年記念の一環としてメットライフドームでの国歌独唱により、13年ぶりに特別に復活し運転された。毎年、異なる特製ヘッドマークがつけられているのが好評で西武球場前駅や西武池袋線沿線では、一年に一度しか運転されないこの列車を撮影する渡辺美里のファンや鉄道ファンも見られた（ただし、2001年・2002年・2003年は特製ヘッドマークが無く「臨時」表示として運転された）。1990年から1994年までと2005年に関しては、この特急車両だけではなく、コンサート開催日当日に西武球場前行きとして走る西武池袋線の一部の急行・準急の車両（運用車輌は、同社通勤用ロングシート車・3ドア車の101・101N系、301系、3000系、4ドア車の2000N系と6000系）にも、ヘッドマークが取り付けられていた。2018年8月4日、西武ライオンズ40周年のイベントの一環として、1日限り、ヘッドマーク付きで復活運転。

### 歴代「MISATO TRAIN」ヘッドマークタイトル
- 1990年度 - 「misato train」
- 1991年度 - 「misato train」
- 1992年度 - 「ultra misato train」
- 1993年度 - 「渡辺美里'93 ジャングルパラダイス」
- 1994年度 - 「Misato Moonlight Picnic」
- 1995年度 - 「MISATO TRAIN」
- 1996年度 - 「MISATO train♥」
- 1997年度 - 「misato train」
- 1998年度 - 「misato train」
- 1999年度 - 「1999 MISATO TRAIN」
- 2000年度 - 「Sweet 15th Diamond 2000 MISATO Train」
- 2001年度 - 「臨時」
- 2002年度 - 「臨時」
- 2003年度 - 「臨時」
- 2004年度 - 「Misato Blue Butterfly 19th MISATO TRAIN」
- 2005年度 - 「MISATO V20」
- 2018年度 - 「MISATO TRAIN 2018 ROUTE3310 40thSeibu Lions」

## 美里祭り

### 美里祭り歴代タイトル
- 2006年 - 「美里祭り2006 in 山中湖 〜初富士・美里・夏が来た!〜」
- 2007年 - 「横浜美里祭り Cosmic Night 2007」/「熊本美里祭り夏絵巻 Cosmic Castle 2007」
- 2008年 - 「美里祭り2008 東京ブギウギキッス」/ 「美里祭り2008 ラプソディ・イン・大阪」
- 2009年 - 「美里祭り2009 輝く夏」(横浜)
- 2010年 - 「25th Anniversary Summer 美里祭り2010 Song is Beautiful Party! Party!」(河口湖・札幌・福岡)
- 2011年 - 「美里祭り2011 〜富士山河口湖より愛を込めて〜」/ 「美里祭り2011 〜大阪より愛を込めて〜」
- 2012年 - 「美里祭り2012 ワンダー7」(日本武道館)
- 2013年 - 「美里祭り2013 春のハッピーアワー」(東京)/ 「美里祭り2013 秋のセンチメンタルジャーニー」(東京)
- 2014年 - 「美里祭りV9 Boom Boom Bloom」(東京・大阪)
- 2015年 - 「新春美里祭り」(東京)／「春の美里祭り 30th Revolution」(大阪、東京)
- 2016年 - 「オーディナリー・ライフ祭り」(横浜)
- 2019年 - 「Live Love Life goes on! 美里祭り in 日比谷野音2019」(東京)

## ディスコグラフィー

### シングル
| 枚 | 発売日         | タイトル                                                        | カップリング曲                                                        | 販売形態   | 規格品番                    | 初収録アルバム                                                                          | 最高位 |
| -- | -------------- | --------------------------------------------------------------- | --------------------------------------------------------------------- | ---------- | --------------------------- | --------------------------------------------------------------------------------------- | ------ |
| 1  | 1985年5月2日   | I'm Free                                                        | タフな気持で (Don't Cry)                                              | EP         | 07･5H-244                   | 『M・Renaissance 〜エム・ルネサンス〜』（#1） 『eyes -30th Anniversary Edition-』（#2） | 64位   |
| 1  | 1989年12月1日  | I'm Free                                                        | タフな気持で (Don't Cry)                                              | 8cm CD     | ESDB-3031                   | 『M・Renaissance 〜エム・ルネサンス〜』（#1） 『eyes -30th Anniversary Edition-』（#2） | 64位   |
| 2  | 1985年8月25日  | GROWIN' UP                                                      | ルージュの色よりもっと                                                | EP         | 07･5H-258                   | 『eyes』（#1） 『eyes -30th Anniversary Edition-』（#2）                                | 83位   |
| 2  | 1989年12月1日  | GROWIN' UP                                                      | ルージュの色よりもっと                                                | 8cm CD     | ESDB-3032                   | 『eyes』（#1） 『eyes -30th Anniversary Edition-』（#2）                                | 83位   |
| 3  | 1985年12月5日  | 死んでるみたいに生きたくない                                    | Bye Bye Yesterday                                                     | EP         | 07･5H-279                   | 『eyes』                                                                                | 77位   |
| 3  | 1989年12月1日  | 死んでるみたいに生きたくない                                    | Bye Bye Yesterday                                                     | 8cm CD     | ESDB-3033                   | 『eyes』                                                                                | 77位   |
| 4  | 1986年1月22日  | My Revolution                                                   | みつめていたい(Restin' In Your Room)                                  | EP         | 07･5H-281                   | 『Lovin' you』                                                                          | 1位    |
| 4  | 1989年12月1日  | My Revolution                                                   | みつめていたい(Restin' In Your Room)                                  | 8cm CD     | ESDB-3034                   | 『Lovin' you』                                                                          | 1位    |
| 5  | 1986年5月2日   | Teenage Walk                                                    | 素敵になりたい                                                        | EP         | 07･5H-286                   | 『Lovin' you』                                                                          | 5位    |
| 5  | 1989年12月1日  | Teenage Walk                                                    | 素敵になりたい                                                        | 8cm CD     | ESDB-3035                   | 『Lovin' you』                                                                          | 5位    |
| 6  | 1986年7月21日  | Long Night (Edited Version)                                     | 雨よ降らないで                                                        | EP         | 07･5H-310                   | 『 Song is Beautiful』（#1） 『Lovin' you』（#2）                                       | 11位   |
| 6  | 1989年12月1日  | Long Night (Edited Version)                                     | 雨よ降らないで                                                        | 8cm CD     | ESDB-3036                   | 『 Song is Beautiful』（#1） 『Lovin' you』（#2）                                       | 11位   |
| 7  | 1986年10月22日 | BELIEVE                                                         | Half Moon                                                             | EP         | 07･5H-323                   | 『She loves you』（#1） 『ribbon -30th Anniversary Edition-』（#2）                     | 2位    |
| 7  | 1989年12月1日  | BELIEVE                                                         | Half Moon                                                             | 8cm CD     | ESDB-3037                   | 『She loves you』（#1） 『ribbon -30th Anniversary Edition-』（#2）                     | 2位    |
| 8  | 1987年5月2日   | IT'S TOUGH / BOYS CRIED(あの時からかもしれない)                 | IT'S TOUGH / BOYS CRIED(あの時からかもしれない)                       | EP         | 07･5H-350                   | 『BREATH』                                                                              | 2位    |
| 8  | 1989年12月1日  | IT'S TOUGH / BOYS CRIED(あの時からかもしれない)                 | IT'S TOUGH / BOYS CRIED(あの時からかもしれない)                       | 8cm CD     | ESDB-3038                   | 『BREATH』                                                                              | 2位    |
| 9  | 1987年12月9日  | 悲しいね                                                        | New Boyfriend                                                         | EP         | 07･5H-390                   | 『Sweet 15th Diamond』（#1） 『ribbon -30th Anniversary Edition-』（#2）                | 2位    |
| 9  | 1989年12月1日  | 悲しいね                                                        | New Boyfriend                                                         | 8cm CD     | ESDB-3039                   | 『Sweet 15th Diamond』（#1） 『ribbon -30th Anniversary Edition-』（#2）                | 2位    |
| 10 | 1988年4月21日  | 恋したっていいじゃない                                          | eyes (Live Version)                                                   | EP         | 07･5H-3022                  | 『ribbon』                                                                              | 2位    |
| 10 | 1988年4月21日  | 恋したっていいじゃない                                          | eyes (Live Version)                                                   | CT         | 10･6H-3022                  | 『ribbon』                                                                              | 2位    |
| 10 | 1988年4月21日  | 恋したっていいじゃない                                          | eyes (Live Version)                                                   | 8cm CD     | 10･8H-3022                  | 『ribbon』                                                                              | 2位    |
| 11 | 1988年7月21日  | センチメンタル カンガルー                                       | ぼくでなくっちゃ                                                      | EP         | 07･5H-3041                  | 『ribbon』                                                                              | 9位    |
| 11 | 1988年7月21日  | センチメンタル カンガルー                                       | ぼくでなくっちゃ                                                      | CT         | 10･6H-3041                  | 『ribbon』                                                                              | 9位    |
| 11 | 1988年7月21日  | センチメンタル カンガルー                                       | ぼくでなくっちゃ                                                      | 8cm CD     | 10･8H-3041                  | 『ribbon』                                                                              | 9位    |
| 12 | 1988年10月21日 | 君の弱さ/10 years                                               | 君の弱さ/10 years                                                     | EP         | 07･5H-3062                  | 『Song is Beautiful』（#1） 『ribbon』（#2）                                            | 4位    |
| 12 | 1988年10月21日 | 君の弱さ/10 years                                               | 君の弱さ/10 years                                                     | CT         | 10･6H-3062                  | 『Song is Beautiful』（#1） 『ribbon』（#2）                                            | 4位    |
| 12 | 1988年10月21日 | 君の弱さ/10 years                                               | 君の弱さ/10 years                                                     | 8cm CD     | 10･8H-3062                  | 『Song is Beautiful』（#1） 『ribbon』（#2）                                            | 4位    |
| 13 | 1989年6月1日   | ムーンライト ダンス                                             | 夏のカーブ                                                            | EP         | 07･5H-3120                  | 『Flower bed』                                                                          | 2位    |
| 13 | 1989年6月1日   | ムーンライト ダンス                                             | 夏のカーブ                                                            | CT         | 10･6H-3120                  | 『Flower bed』                                                                          | 2位    |
| 13 | 1989年6月1日   | ムーンライト ダンス                                             | 夏のカーブ                                                            | 8cm CD     | 10･8H-3120                  | 『Flower bed』                                                                          | 2位    |
| 14 | 1989年9月1日   | すき (Apricot Mix)                                              | 一瞬の夏(Special Bridge Version)                                      | EP         | 07･5H-3135                  | 『Sweet 15th Diamond』                                                                  | 8位    |
| 14 | 1989年9月1日   | すき (Apricot Mix)                                              | 一瞬の夏(Special Bridge Version)                                      | CT         | 10･6H-3135                  | 『Sweet 15th Diamond』                                                                  | 8位    |
| 14 | 1989年9月1日   | すき (Apricot Mix)                                              | 一瞬の夏(Special Bridge Version)                                      | 8cm CD     | 10･8H-3135                  | 『Sweet 15th Diamond』                                                                  | 8位    |
| 15 | 1989年10月21日 | 虹をみたかい                                                    | 虹をみたかい(Honey-bee Version)                                       | 8cm CD     | ESDB-3007                   | 『Sweet 15th Diamond』（#1）                                                            | 1位    |
| 15 | 1989年10月21日 | 虹をみたかい                                                    | 虹をみたかい(Honey-bee Version)                                       | CT         | ESSB-3007                   | 『Sweet 15th Diamond』（#1）                                                            | 1位    |
| 16 | 1990年5月12日  | サマータイム ブルース / Boys kiss Girls                         | サマータイム ブルース / Boys kiss Girls                               | 8cm CD     | ESDB-3090                   | 『tokyo』                                                                               | 2位    |
| 17 | 1990年7月1日   | 恋するパンクス                                                  | Love is magic                                                         | 8cm CD     | ESDB-3110                   | 『tokyo』（#1） 『tokyo -30th Anniversary Edition-』（#2）                              | 6位    |
| 18 | 1990年9月21日  | Power -明日の子供-                                              | Kick Off                                                              | 8cm CD     | ESDB-3144                   | 『tokyo』（#1） 『Lucky』（#2）                                                         | 7位    |
| 19 | 1991年4月18日  | 卒業                                                            | Steppin' nowの冒険                                                    | 8cm CD     | ESDB-3198                   | 『Lucky』                                                                               | 2位    |
| 20 | 1991年6月21日  | 夏が来た !                                                      | 恋する人魚                                                            | 8cm CD     | ESDB-3222                   | 『Lucky』                                                                               | 8位    |
| 21 | 1991年11月21日 | クリスマスまで待てない(雪だるま Version) / JUMP(大魔神 Version) | クリスマスまで待てない(雪だるま Version) / JUMP(大魔神 Version)       | 8cm CD     | ESDB-3250                   | 『Song is Beautiful』                                                                   | 12位   |
| 22 | 1992年4月22日  | My Revolution -第2章-                                           | 恋したっていいじゃない(ロミオとジュリエット篇)                        | 8cm CD     | ESDB-3290                   | 『HELLO LOVERS』                                                                        | 2位    |
| 23 | 1992年6月10日  | 泣いちゃいそうだよ                                              | サマータイム ブルース                                                 | 8cm CD     | ESDB-3306                   | 『HELLO LOVERS』                                                                        | 5位    |
| 24 | 1992年11月21日 | メリーゴーランド / 青空                                         | メリーゴーランド / 青空                                               | 8cm CD     | ESDB-3327                   | 『Song is Beautiful』（#1） 『HELLO LOVERS』（#2）                                      | 14位   |
| 25 | 1993年2月1日   | いつか きっと                                                   | Winter Melody                                                         | 8cm CD     | ESDB-3358                   | 『BIG WAVE』                                                                            | 7位    |
| 26 | 1993年7月1日   | BIG WAVE やってきた / 素直に泣ける日笑える日                    | BIG WAVE やってきた / 素直に泣ける日笑える日                          | 8cm CD     | ESDB-3395                   | 『BIG WAVE』                                                                            | 7位    |
| 27 | 1994年5月21日  | 真夏のサンタクロース                                            | ムーンライト ピクニック                                               | 8cm CD     | ESDB-3482                   | 『Baby Faith』                                                                          | 14位   |
| 28 | 1994年8月1日   | チェリーが3つ並ばない                                           | こんな風の日には                                                      | 8cm CD     | ESDB-3502                   | 『Baby Faith』                                                                          | 10位   |
| 29 | 1995年2月1日   | シンシアリー［Sincerely］                                       | いつか きっと(勇気だそう バージョン)                                  | 8cm CD     | ESDB-3543                   | 『She loves you』                                                                       | 15位   |
| 30 | 1995年6月1日   | 世界で一番 遠い場所 / Promise                                   | 世界で一番 遠い場所 / Promise                                         | 8cm CD     | ESDB-3554                   | 『She loves you』                                                                       | 17位   |
| 31 | 1996年6月17日  | My Love Your Love(たったひとりしかいない あなたへ)              | 愛しき者よ                                                            | 8cm CD     | ESDB-3607                   | 『Spirits』                                                                             | 13位   |
| 32 | 1997年5月28日  | 一緒だね                                                        | グッときれいになりましょう(すっぴんヴァージョン)                      | 8cm CD     | ESDB-3761                   | 『ハダカノココロ』                                                                      | 28位   |
| 33 | 1997年7月30日  | 夏の歌                                                          | ランナー                                                              | 8cm CD     | ESDB-3776                   | 『Song is Beautiful』（#1） 『ハダカノココロ』（#2）                                    | 64位   |
| 34 | 1998年2月21日  | 素顔                                                            | 雪の一日                                                              | 8cm CD     | ESDB-3818                   | 『ハダカノココロ』                                                                      | 41位   |
| 35 | 1998年6月20日  | 太陽は知っている                                                | みんな いい子になれ                                                   | 8cm CD     | ESDB-3848                   | 『ハダカノココロ』                                                                      | 47位   |
| 36 | 1998年11月21日 | 新しい日々 / クリスマスはどうするの                             | 新しい日々 / クリスマスはどうするの                                   | 8cm CD     | ESDB-3892                   | 『Sweet 15th Diamond』                                                                  | 45位   |
| 37 | 2000年5月24日  | もっと 遠くへ… / 深呼吸                                         | もっと 遠くへ… / 深呼吸                                               | CD         | ESCB-2054                   | 『Love Go Go!!』                                                                        | 26位   |
| 38 | 2000年8月2日   | 荒ぶる胸のシンバル鳴らせ                                        | こぶし                                                                | CD         | ESCB-2170                   | 『Love Go Go!!』                                                                        | 49位   |
| 38 | 2000年8月2日   | 荒ぶる胸のシンバル鳴らせ                                        | Flower                                                                | CD         | ESCB-2170                   | 『Love Go Go!!』                                                                        | 49位   |
| 39 | 2001年7月18日  | 夏灼きたまご                                                    | truth                                                                 | CD         | ESCB-2249                   | 『ソレイユ』                                                                            | 30位   |
| 40 | 2002年2月20日  | やさしく歌って〜Killing me softly with his song〜               | 翼をください                                                          | CD         | ESCL-2296                   | 『Cafe mocha 〜うたの木〜』                                                             | 63位   |
| 41 | 2002年4月24日  | YOU 〜新しい場所〜 / 花 〜このぼくで生きてゆく〜                | YOU 〜新しい場所〜 / 花 〜このぼくで生きてゆく〜                      | CD         | ESCL-2305                   | 『ソレイユ』                                                                            | 44位   |
| 42 | 2002年12月4日  | 12月の神様                                                      | I SAW MOMMY KISSING SANTA CLAUS 〜ママがサンタにキッスした〜          | CD         | ESCL-2346                   | 『Song is Beautiful〜』                                                                 | 48位   |
| 42 | 2002年12月4日  | 12月の神様                                                      | WINTER WONDERLAND                                                     | CD         | ESCL-2346                   | 『Song is Beautiful〜』                                                                 | 48位   |
| 43 | 2003年6月18日  | ドラえもんのうた                                                | ドラえもんのうた（カラオケ）                                          | CCCD       | ESCL-2594                   | 『Song is Beautiful〜』                                                                 | 70位   |
| 43 | 2003年6月18日  | ドラえもんのうた                                                | ドラえもんのうた（カラオケ）                                          | CD         | ESCL-2773                   | 『Song is Beautiful〜』                                                                 | 70位   |
| 44 | 2003年7月16日  | 小指                                                            | OPEN ARMS                                                             | CD         | ESCL-2419                   | 『ORANGE』（#1） 『My Favorite Songs 〜うたの木シネマ〜』（#2）                         | 52位   |
| 45 | 2003年12月17日 | 十の秘密                                                        | Gift 〜in my pocket version〜                                         | CD         | ESCL-2476                   | 『Blue Butterfly』                                                                      | 53位   |
| 46 | 2005年10月19日 | トマト/No Side                                                  | 10 years (V20 Version)                                                | CD         | ESCL-2718（期間生産限定盤） | 『Sing and Roses 〜歌とバラの日々〜』                                                   | 19位   |
| 46 | 2005年10月19日 | トマト/No Side                                                  | 10 years (V20 Version)                                                | CD         | ESCL-2719（通常盤）         | 『Sing and Roses 〜歌とバラの日々〜』                                                   | 19位   |
| 47 | 2006年6月21日  | おねがい太陽 〜夏のキセキ〜                                     | WHAT A WONDERFUL WORLD                                                | CD         | ESCL-2841                   | 『ココロ銀河』（#1） 『My Favorite Songs 〜うたの木シネマ〜』（#2）                     | 50位   |
| 48 | 2006年9月27日  | 青い鳥                                                          | おねがい太陽 〜夏のキセキ〜(Live version)                             | CD         | ESCL-2870                   | 『ココロ銀河』（#1）                                                                    | 34位   |
| 49 | 2007年3月14日  | その手をつないで                                                | 青い鳥 (Live version)                                                 | CD         | ESCL-2909                   | 『ココロ銀河』（#1）                                                                    | 45位   |
| 50 | 2008年2月6日   | yes                                                             | And So It Goes 〜そして今は…〜                                        | CD         | ESCL-3044                   | 『Song is Beautiful』（#1） 『My Favorite Songs 〜うたの木シネマ〜』（#2）              | 55位   |
| 51 | 2009年6月17日  | あしたの空                                                      | あしたの空 (Movie Edition)                                            | CD+DVD     | ESCL-3211/2（初回限定盤）   | 『Serendipity』                                                                         | 40位   |
| 51 | 2009年6月17日  | あしたの空                                                      | あしたの空 (Movie Edition)                                            | CD         | ESCL-3213（通常盤）         | 『Serendipity』                                                                         | 40位   |
| 52 | 2009年10月21日 | 始まりの詩、あなたへ / 光る風                                   | 悲しいボーイフレンド（Movie Edition）                                 | CD         | ESCL-3294（初回限定盤）     | 『Serendipity』                                                                         | 46位   |
| 52 | 2009年10月21日 | 始まりの詩、あなたへ / 光る風                                   | 悲しいボーイフレンド（Movie Edition）                                 | CD         | ESCL-3295（通常盤）         | 『Serendipity』                                                                         | 46位   |
| 53 | 2010年5月26日  | ニューワールド 〜新しい世界へと〜 / 春の日 夏の陽 日曜日        | ぼくらのアーチ                                                        | CD         | ESCL-3447                   | 『Serendipity』                                                                         | 42位   |
| 54 | 2011年7月12日  | セレンディピティー                                              | すべての一日を愛して                                                  | CD         | ESCL-3679                   | 『Serendipity』                                                                         | 38位   |
| 55 | 2014年4月23日  | ここから                                                        | 悲しいね -美里祭り 秋のセンチメンタルジャーニー@NHKホール 2013.11.17- | CD         | ESCL-4190                   | 『オーディナリー・ライフ』                                                              | 52位   |
| 55 | 2014年4月23日  | ここから                                                        | 素顔 -美里祭り 秋のセンチメンタルジャーニー@NHKホール 2013.11.17-     | CD         | ESCL-4190                   | 『オーディナリー・ライフ』                                                              | 52位   |
| 56 | 2014年10月29日 | 夢ってどんな色してるの                                          | どこにいても                                                          | CD+DVD     | ESCL-4303/4（初回限定盤）   | 『オーディナリー・ライフ』                                                              | 42位   |
| 56 | 2014年10月29日 | 夢ってどんな色してるの                                          | どこにいても                                                          | CD         | ESCL-4305（通常盤）         | 『オーディナリー・ライフ』                                                              | 42位   |
| 57 | 2017年7月5日   | ボクはここに                                                    | My Revolution(めざましクラシックver.)                                 | CD         | ESCL-4869                   | 『ID』                                                                                  | 46位   |
| 58 | 2022年9月14日  | 愛がお仕事                                                      | バースデイ (2022 Version)                                             | CD+Blu-ray | ESCL-5705/6（初回限定盤）   | －                                                                                      | 21位   |
| 58 | 2022年9月14日  | 愛がお仕事                                                      | バースデイ (2022 Version)                                             | CD         | ESCL-5707（通常盤）         | －                                                                                      | 21位   |
| 59 | 2024年5月1日   | BITTER☆SWEET ROCK'N' ROLL                                       | Special Women (COVER)                                                 | CD         | ESCL-5957（通常盤）         | －                                                                                      | 33位   |

#### デュエット･シングル
| 名義              | 発売日        | タイトル                    | カップリング        | 規格   | 規格品番  | 初収録アルバム        | 最高位 |
| ----------------- | ------------- | --------------------------- | ------------------- | ------ | --------- | --------------------- | ------ |
| 渡辺美里 佐野元春 | 1990年8月22日 | Home Planet -地球こそ私の家 | Home Planetのテーマ | 8cm CD | ESDB-3131 | 『Song is Beautiful』 | 8位    |

#### 配信限定
| 配信開始日    | タイトル                             | カップリング                             |
| ------------- | ------------------------------------ | ---------------------------------------- |
| 2010年3月26日 | ぼくらのアーチ                       |                                          |
| 2011年12月7日 | HOW 'BOUT A DANCE                    |                                          |
| 2012年1月11日 | HOW 'BOUT A DANCE -Musical Edition-  |                                          |
| 2013年8月21日 | UGUISS feat. MISATO/新シリーズ Vol.1 | How Are You Doing?(#1) Sweet Revenge(#2) |
| 2025年3月5日  | さくらムード                         |                                          |
| 2025年6月6日  | 折りたたみ傘                         |                                          |

### アルバム

#### オリジナル・アルバム
| 枚 | 発売日         | タイトル                              | 販売形態          | 規格品番                         | 最高位 |
| -- | -------------- | ------------------------------------- | ----------------- | -------------------------------- | ------ |
| 1  | 1985年10月2日  | eyes                                  | LP                | 28･3H-180                        | 4位    |
| 1  | 1985年10月2日  | eyes                                  | CT                | 28･6H-150                        | 4位    |
| 1  | 1985年10月2日  | eyes                                  | CD                | 32･8H-44                         | 4位    |
| 1  | 1991年7月1日   | eyes                                  | CD                | ESCB-1160                        | 4位    |
| 1  | 1992年12月12日 | eyes                                  | MD                | ESYB-7029                        | 4位    |
| 2  | 1986年7月2日   | Lovin' you                            | LP (2枚組)        | 42･3H-240/1                      | 1位    |
| 2  | 1986年7月2日   | Lovin' you                            | CT (2枚組)        | 42･6H-185/6                      | 1位    |
| 2  | 1986年7月2日   | Lovin' you                            | CD (2枚組)        | 50･8H-75/6                       | 1位    |
| 2  | 1991年7月1日   | Lovin' you                            | CD (2枚組)        | ESCB-1161/2                      | 1位    |
| 2  | 1992年12月12日 | Lovin' you                            | MD (2枚組)        | ESYB-7027/8                      | 1位    |
| 3  | 1987年7月15日  | BREATH                                | LP                | 28･3H-300                        | 1位    |
| 3  | 1987年7月15日  | BREATH                                | CT                | 28･6H-240                        | 1位    |
| 3  | 1987年7月15日  | BREATH                                | CD                | 32･8H-130                        | 1位    |
| 3  | 1991年7月1日   | BREATH                                | CD                | ESCB-1163                        | 1位    |
| 3  | 1992年12月12日 | BREATH                                | MD                | ESYB-7017                        | 1位    |
| 4  | 1988年5月28日  | ribbon                                | LP                | 28･3H-5030                       | 1位    |
| 4  | 1988年5月28日  | ribbon                                | CT                | 28･6H-5030                       | 1位    |
| 4  | 1988年5月28日  | ribbon                                | CD                | 32･8H-5030                       | 1位    |
| 4  | 1991年7月1日   | ribbon                                | CD                | ESCB-1164                        | 1位    |
| 4  | 1992年12月12日 | ribbon                                | MD                | ESYB-7016                        | 1位    |
| 5  | 1989年7月1日   | Flower bed                            | LP                | 28･3H-5105                       | 1位    |
| 5  | 2022年10月26日 | Flower bed                            | LP                | ESJL-3127（完全生産限定盤）      | 1位    |
| 5  | 1989年7月1日   | Flower bed                            | CT                | 28･5H-5105                       | 1位    |
| 5  | 1989年7月1日   | Flower bed                            | CD                | 32･8H-5105                       | 1位    |
| 5  | 1991年7月1日   | Flower bed                            | CD                | ESCB-1165                        | 1位    |
| 5  | 1992年12月12日 | Flower bed                            | MD                | ESYB-7003                        | 1位    |
| 6  | 1990年7月7日   | tokyo                                 | CD                | ESCB-1070                        | 1位    |
| 6  | 1990年7月7日   | tokyo                                 | CT                | ESJ-5099･4                       | 1位    |
| 6  | 1992年12月12日 | tokyo                                 | MD                | ESYB-7002                        | 1位    |
| 7  | 1991年7月6日   | Lucky                                 | CD                | ESCB-1150                        | 1位    |
| 7  | 1991年7月6日   | Lucky                                 | CT                | ESTB-1112                        | 1位    |
| 7  | 1992年11月1日  | Lucky                                 | MD                | ESYB-7001                        | 1位    |
| 8  | 1993年7月21日  | BIG WAVE                              | CD                | ESCB-1400                        | 1位    |
| 8  | 1993年7月21日  | BIG WAVE                              | MD                | ESYB-7045                        | 1位    |
| 9  | 1994年9月7日   | Baby Faith                            | CD                | ESCB-1493                        | 2位    |
| 9  | 1994年9月7日   | Baby Faith                            | MD                | ESYB-7065                        | 2位    |
| 10 | 1996年7月12日  | Spirits                               | CD                | ESCB-1742                        | 5位    |
| 10 | 1996年7月12日  | Spirits                               | MD                | ESYB-7114                        | 5位    |
| 11 | 1998年7月1日   | ハダカノココロ                        | CD                | ESCB-1888                        | 8位    |
| 11 | 1998年7月1日   | ハダカノココロ                        | MD                | ESYB-7159                        | 8位    |
| 12 | 2000年7月19日  | Love♥Go Go!!                          | CD                | ESCB-2154                        | 9位    |
| 13 | 2002年7月10日  | ソレイユ                              | CD                | ESCL-2311                        | 23位   |
| 14 | 2003年8月6日   | ORANGE                                | CD                | ESCL-2422                        | 20位   |
| 15 | 2004年7月14日  | Blue Butterfly                        | CCCD              | ESCL-2562                        | 16位   |
| 15 | 2004年7月14日  | Blue Butterfly                        | CD                | ESCL-2689                        | 16位   |
| 16 | 2005年11月23日 | Sing and Roses〜歌とバラの日々〜      | CD                | ESCL-2741                        | 30位   |
| 17 | 2007年7月4日   | ココロ銀河                            | CD                | ESCL-2957                        | 24位   |
| 18 | 2011年8月3日   | Serendipity                           | CD+DVD            | ESCL-3704/5（初回生産限定盤）    | 21位   |
| 18 | 2011年8月3日   | Serendipity                           | CD                | ESCL-3706（通常盤）              | 21位   |
| 19 | 2015年4月1日   | オーディナリー・ライフ                | CD+DVD            | ESCL-4416/7（初回生産限定盤）    | 16位   |
| 19 | 2015年4月1日   | オーディナリー・ライフ                | CD                | ESCL-4418（通常盤）              | 16位   |
| 20 | 2015年12月6日  | eyes -30th Anniversary Edition-       | Blu-spec CD+LP    | ESCL-30020/1（完全生産限定盤）   | 41位   |
| 20 | 2015年12月6日  | eyes -30th Anniversary Edition-       | Blu-spec CD       | ESCL-30022（通常盤）             | 41位   |
| 21 | 2016年11月30日 | Lovin' you -30th Anniversary Edition- | 2Blu-spec CD2+DVD | ESCL-4762/63/4（初回生産限定盤） | 25位   |
| 21 | 2016年11月30日 | Lovin' you -30th Anniversary Edition- | 2Blu-spec CD2     | ESCL-4765/66（通常盤）           | 25位   |
| 22 | 2018年5月23日  | ribbon -30th Anniversary Edition-     | Blu-spec CD2+DVD  | ESCL-30030/1（初回生産限定盤）   | 22位   |
| 22 | 2018年5月23日  | ribbon -30th Anniversary Edition-     | Blu-spec CD2      | ESCL-30032（通常盤）             | 22位   |
| 23 | 2019年8月7日   | ID                                    | CD+DVD            | ESCL-5253/4（初回生産限定盤）    | 16位   |
| 23 | 2019年8月7日   | ID                                    | CD                | ESCL-5255（通常盤）              | 16位   |
| 24 | 2020年11月25日 | tokyo -30th Anniversary Edition-      | Blu-spec CD2+DVD  | ESCL-30033/4（初回生産限定盤）   | 27位   |
| 24 | 2020年11月25日 | tokyo -30th Anniversary Edition-      | Blu-spec CD2      | ESCL-30035（通常盤）             | 27位   |

#### オリジナル・アルバム ボックス・セット
|   | 発売日        | タイトル               | 規格            | 規格品番                         | 最高位 |
| - | ------------- | ---------------------- | --------------- | -------------------------------- | ------ |
| 1 | 2010年8月25日 | Wonderful Moments 25th | Blu-spec CD+DVD | ESCL-20040～60（完全生産限定盤） | 68位   |

#### セルフカバー・アルバム
|   | 発売日        | タイトル                  | 規格 | 規格品番                      | 最高位 |
| - | ------------- | ------------------------- | ---- | ----------------------------- | ------ |
| 1 | 1992年7月8日  | HELLO LOVERS              | CD   | ESCB-1300                     | 1位    |
| 1 | 1992年7月8日  | HELLO LOVERS              | CT   | ESTB-1120                     | 1位    |
| 1 | 1992年11月1日 | HELLO LOVERS              | MD   | ESYB-7035                     | 1位    |
| 1 | 2024年7月10日 | HELLO LOVERS              | LP   | ESJL-3161/2（完全生産限定盤） | 1位    |
| 2 | 2008年10月8日 | Dear My Songs〜うたの木〜 | CD   | ESCL-3130                     | 21位   |

#### ベスト・アルバム
|   | 発売日        | タイトル                           | 規格        | 規格品番                                | 最高位 |
| - | ------------- | ---------------------------------- | ----------- | --------------------------------------- | ------ |
| 1 | 1995年7月17日 | She loves you                      | CD          | ESCB-1601                               | 1位    |
| 2 | 2000年7月19日 | Sweet 15th Diamond                 | CD          | ESCB-2155                               | 4位    |
| 3 | 2003年1月1日  | THE LEGEND                         | CD          | ESCL-2370                               | 87位   |
| 4 | 2005年7月13日 | M・Renaissance〜エム・ルネサンス〜 | CD          | ESCL-2663～5                            | 7位    |
| 4 | 2009年9月2日  | M・Renaissance〜エム・ルネサンス〜 | Blu-spec CD | ESCL-20022～4 (完全生産限定盤)          | 7位    |
| 5 | 2010年1月27日 | Song is Beautiful                  | CD          | ESCL-3370 ～ ESCL-3374 (初回生産限定盤) | 25位   |
| 5 | 2010年1月27日 | Song is Beautiful                  | CD          | ESCL-3310～3                            | 25位   |
| 6 | 2013年7月10日 | 美里うた Golden BEST               | CD+DVD      | ESCL-4068/9(初回生産限定盤)             | 21位   |
| 6 | 2013年7月10日 | 美里うた Golden BEST               | CD          | ESCL-4070                               | 21位   |
| 7 | 2020年7月1日  | harvest                            | CD+BD       | ESCL-5410～3 (初回生産限定盤)           | 3位    |
| 7 | 2020年7月1日  | harvest                            | CD          | ESCL-5414～6                            | 3位    |

#### ベスト・アルバム（Not For Sale）
|   | 発売日 | タイトル                            | 規格 | 規格品番       |
| - | ------ | ----------------------------------- | ---- | -------------- |
| 1 | 1995年 | misato 10 years selection 1985-1995 | CD   | ODCB-93049～51 |

#### 非公式 ベスト・アルバム
|   | 発売日 | タイトル                  | 規格 | 規格品番 |
| - | ------ | ------------------------- | ---- | -------- |
| 1 | 2016年 | 渡辺美里 スーパー・ヒット | CD   | ESC7-1   |
| 2 | 2016年 | 渡辺美里 ベスト・ヒット   | CD   | ESC7-2   |

#### ライブ・アルバム
|   | 発売日         | タイトル                                                         | 規格   | 規格品番                     | 最高位 |
| - | -------------- | ---------------------------------------------------------------- | ------ | ---------------------------- | ------ |
| 1 | 1995年11月13日 | Live Love Life                                                   | CD     | ESCB-1700（完全生産限定盤）  | 2位    |
| 2 | 2000年12月6日  | うたの木 Gift                                                    | CD     | ESCB-2187（完全生産限定盤）  | 29位   |
| 2 | 2024年12月25日 | うたの木 Gift                                                    | LP     | ESJL-3165（完全生産限定盤）  | 29位   |
| 3 | 2013年7月10日  | Live Love Life 2013 at 日比谷野音〜美里祭り 春のハッピーアワー〜 | CD+DVD | ESCL-4071/2 (初回生産限定盤) | 28位   |
| 3 | 2013年7月10日  | Live Love Life 2013 at 日比谷野音〜美里祭り 春のハッピーアワー〜 | CD     | ESCL-4073                    | 28位   |

#### カバー・アルバム
|   | 発売日         | タイトル                             | 規格  | 規格品番                     | 最高位 |
| - | -------------- | ------------------------------------ | ----- | ---------------------------- | ------ |
| 1 | 2002年3月20日  | Café mocha 〜うたの木〜              | CD    | ESCL-2301                    | 27位   |
| 2 | 2004年11月17日 | うたの木 seasons “冬”                | CD    | ESCL-2611                    | 64位   |
| 3 | 2005年2月23日  | うたの木 seasons “春”                | CD    | ESCL-2636                    | 71位   |
| 4 | 2005年5月25日  | うたの木 seasons “夏”                | CD    | ESCL-2652                    | 64位   |
| 5 | 2005年8月24日  | うたの木 seasons “秋”                | CD    | ESCL-2702                    | 78位   |
| 6 | 2012年11月14日 | My Favorite Songs 〜うたの木シネマ〜 | CD    | ESCL-3991                    | 57位   |
| 7 | 2021年10月27日 | うたの木 彼のすきな歌                | CD+BD | ESCL-5578/9 (初回生産限定盤) | 37位   |
| 7 | 2021年10月27日 | うたの木 彼のすきな歌                | CD    | ESCL-5580                    | 37位   |
| 7 | 2022年10月26日 | うたの木 彼のすきな歌                | LP    | ESJL-3128/9                  | 37位   |

#### デュエット・カバー・アルバム
|   | 発売日        | タイトル                  | 規格  | 規格品番                     | 最高位 |
| - | ------------- | ------------------------- | ----- | ---------------------------- | ------ |
| 1 | 2023年5月3日  | Face to Face 〜うたの木〜 | CD+BD | ESCL-5814/5 (初回生産限定盤) | 19位   |
| 1 | 2023年5月3日  | Face to Face 〜うたの木〜 | CD    | ESCL-5816                    | 19位   |
| 1 | 2023年8月30日 | Face to Face 〜うたの木〜 | LP    | ESJL-3155                    | 19位   |

### 映像作品
|    | 発売日         | タイトル                                                                    | 規格 | 規格品番                     |
| -- | -------------- | --------------------------------------------------------------------------- | ---- | ---------------------------- |
| 1  | 1987年6月12日  | MISATO BORN AUG.1986-MAR.1987                                               | VHS  | 78･2H-115                    |
| 1  | 1987年6月12日  | MISATO BORN AUG.1986-MAR.1987                                               | LD   | 78･4H-115                    |
| 1  | 1989年10月8日  | MISATO BORN AUG.1986-MAR.1987                                               | VHS  | ESVU-202                     |
| 1  | 1989年10月8日  | MISATO BORN AUG.1986-MAR.1987                                               | LD   | ESLU-272                     |
| 1  | 2001年11月21日 | MISATO BORN AUG.1986-MAR.1987                                               | DVD  | ESBL-2078                    |
| 2  | 1988年7月21日  | misato bornII aug.1987-mar.1988                                             | VHS  | 78･2H-135                    |
| 2  | 1988年7月21日  | misato bornII aug.1987-mar.1988                                             | LD   | 78･4H-135                    |
| 2  | 1989年10月8日  | misato bornII aug.1987-mar.1988                                             | VHS  | ESVU-203                     |
| 2  | 1989年10月8日  | misato bornII aug.1987-mar.1988                                             | LD   | ESLU-273                     |
| 2  | 2001年11月21日 | misato bornII aug.1987-mar.1988                                             | DVD  | ESBL-2079                    |
| 3  | 1988年8月21日  | misato sad songs bornII special edition                                     | VHS  | 38･2H-133                    |
| 3  | 1988年8月21日  | misato sad songs bornII special edition                                     | LD   | 43･4H-133                    |
| 3  | 2001年11月21日 | misato sad songs bornII special edition                                     | DVD  | ESBL-2077                    |
| 4  | 1989年10月8日  | misato bornIII Flower bed from eZ the movie                                 | VHS  | ESVU-201                     |
| 4  | 1989年10月8日  | misato bornIII Flower bed from eZ the movie                                 | LD   | ESLU-271                     |
| 4  | 2001年11月21日 | misato bornIII Flower bed from eZ the movie                                 | DVD  | ESBL-2080                    |
| 5  | 1990年3月21日  | misato bornⅣ 愛と感動の超青春ライヴ                                         | VHS  | ESVU-216                     |
| 5  | 1990年3月21日  | misato bornⅣ 愛と感動の超青春ライヴ                                         | LD   | ESLU-286                     |
| 5  | 2001年11月21日 | misato bornⅣ 愛と感動の超青春ライヴ                                         | DVD  | ESBL-2081                    |
| 6  | 1991年5月21日  | misato・bornV tokyo 1990                                                    | VHS  | ESVU-318                     |
| 6  | 1991年5月21日  | misato・bornV tokyo 1990                                                    | LD   | ESLU-318                     |
| 6  | 2001年11月21日 | misato・bornV tokyo 1990                                                    | DVD  | ESBL-2082                    |
| 7  | 1991年9月21日  | misato born special version misato clips                                    | VHS  | ESVU-330                     |
| 7  | 1991年9月21日  | misato born special version misato clips                                    | LD   | ESLU-330                     |
| 7  | 2001年11月21日 | misato born special version misato clips                                    | DVD  | ESBL-2083                    |
| 8  | 1992年5月21日  | ultra misato bornVI                                                         | VHS  | ESVU-359                     |
| 8  | 1992年5月21日  | ultra misato bornVI                                                         | LD   | ESLU-359                     |
| 8  | 2001年11月21日 | ultra misato bornVI                                                         | DVD  | ESBL-2084                    |
| 9  | 1993年3月21日  | スタジアム伝説 bornVII                                                      | VHS  | ESVU-378                     |
| 9  | 1993年3月21日  | スタジアム伝説 bornVII                                                      | LD   | ESLU-378                     |
| 9  | 2001年11月21日 | スタジアム伝説 bornVII                                                      | DVD  | ESBL-2085                    |
| 10 | 1994年4月1日   | Misato Born8 Brand New Heaven                                               | VHS  | ESVU-401                     |
| 10 | 1994年4月1日   | Misato Born8 Brand New Heaven                                               | LD   | ESLU-401                     |
| 10 | 2001年11月21日 | Misato Born8 Brand New Heaven                                               | DVD  | ESBL-2086                    |
| 11 | 1995年7月17日  | She loves you born9 10th anniversary video collection 1985-1995             | VHS  | ESVU-432                     |
| 11 | 1995年7月17日  | She loves you born9 10th anniversary video collection 1985-1995             | LD   | ESLU-432                     |
| 11 | 2001年11月21日 | She loves you born9 10th anniversary video collection 1985-1995             | DVD  | ESBL-2087                    |
| 11 | 2004年12月22日 | She loves you born9 10th anniversary video collection 1985-1995             | DVD  | ESBL-2220                    |
| 12 | 1997年2月21日  | misato born10 Free Spirits                                                  | VHS  | ESVU-454                     |
| 12 | 1997年2月21日  | misato born10 Free Spirits                                                  | LD   | ESLU-454                     |
| 12 | 2001年11月21日 | misato born10 Free Spirits                                                  | DVD  | ESBL-2088                    |
| 13 | 2000年8月2日   | SEIBU STADIUM LIVE HISTORY 1986〜1999 -Sweet 15th Diamond Born 2000-        | VHS  | ESVU-537                     |
| 13 | 2000年8月2日   | SEIBU STADIUM LIVE HISTORY 1986〜1999 -Sweet 15th Diamond Born 2000-        | DVD  | ESBB-2019                    |
| 13 | 2003年12月3日  | SEIBU STADIUM LIVE HISTORY 1986〜1999 -Sweet 15th Diamond Born 2000-        | DVD  | ESBL-2138                    |
| 14 | 2000年12月6日  | うたの木 Welcome                                                            | VHS  | ESVU-540                     |
| 14 | 2000年12月6日  | うたの木 Welcome                                                            | DVD  | ESBB-2040                    |
| 14 | 2004年12月22日 | うたの木 Welcome                                                            | DVD  | ESBL-2219                    |
| 15 | 2002年7月24日  | JYAJYA UMA NARASHI TOUR '02                                                 | DVD  | ESBL-2096                    |
| 15 | 2003年12月3日  | JYAJYA UMA NARASHI TOUR '02                                                 | DVD  | ESBL-2139                    |
| 16 | 2005年12月21日 | スタジアム伝説 FOREVER 1986〜2005 BORN FINAL                                | DVD  | ESBL-2243～51                |
| 17 | 2006年6月21日  | MISATO V20 スタジアム伝説〜最終章〜NO SIDE                                  | DVD  | ESBL-2252/53                 |
| 18 | 2006年11月29日 | うたの木 Gift Box                                                           | DVD  | ESBL-2187                    |
| 19 | 2007年7月18日  | Voice I                                                                     | DVD  | ESBL-2254                    |
| 20 | 2007年12月5日  | 美里祭り 2006! in 山中湖 〜初富士・美里・夏が来た!〜                        | BD   | ESXL-4                       |
| 21 | 2008年7月23日  | Voice II                                                                    | DVD  | ESBL-2258                    |
| 22 | 2009年8月12日  | Voice III                                                                   | DVD  | ESBL-2265/6                  |
| 23 | 2010年12月22日 | Live is Wonderful 〜Misato Matsuri Box 2006-2010〜                          | DVD  | ESBL-2300～5(完全生産限定盤) |
| 24 | 2011年12月28日 | うたの木オーケストラ 2011                                                   | DVD  | ESBL-2314                    |
| 24 | 2011年12月28日 | うたの木オーケストラ 2011                                                   | BD   | ESXL-16                      |
| 25 | 2012年5月2日   | Voice IV                                                                    | DVD  | ESBL-2317                    |
| 26 | 2016年8月24日  | 2016年 渡辺美里 30th アニバーサリー 横浜アリーナ オーディナリー・ライフ祭り | DVD  | ESBL-2447/8                  |
| 26 | 2016年8月24日  | 2016年 渡辺美里 30th アニバーサリー 横浜アリーナ オーディナリー・ライフ祭り | BD   | ESXL-91                      |
| 26 | 2020年12月23日 | オーディナリー・ライフ祭り [SING for ONE ～Best Live Selection～]           | DVD  | ESBL-2507/8                  |
| 26 | 2020年12月23日 | オーディナリー・ライフ祭り [SING for ONE ～Best Live Selection～]           | BD   | ESXL-159                     |
| 27 | 2021年5月26日  | 武道館ライブ2020 冒険者たち                                                 | BD   | ESXL-210/1(初回生産限定盤)   |
| 27 | 2021年5月26日  | 武道館ライブ2020 冒険者たち                                                 | BD   | ESXL-212                     |
| 28 | 2022年3月9日   | スタジオライブ うたの木                                                     | BD   | ESXL-234/5                   |

### タイアップ
| 曲名                                                | タイアップ                                                                                   |
| --------------------------------------------------- | -------------------------------------------------------------------------------------------- |
| I'm Free                                            | TBS系ドラマ『スーパーポリス』主題歌                                                          |
| タフな気持で (Don't Cry)                            | TBS系ドラマ『スーパーポリス』挿入歌                                                          |
| My Revolution                                       | TBS系ドラマ『セーラー服通り』主題歌                                                          |
| My Revolution                                       | 映画『ハンサム★スーツ』（2008年11月公開）主題歌                                              |
| Teenage Walk                                        | '86全日空 夏の北海道 イメージソング                                                          |
| BELIEVE                                             | TBS系ドラマ『痛快!OL通り』主題歌                                                             |
| 恋したっていいじゃない                              | UCC CAN COFFEE CMタイアップ曲                                                                |
| センチメンタル カンガルー                           | UCC CAN COFFEE CMタイアップ曲                                                                |
| 君の弱さ                                            | TBS系『世界・ふしぎ発見!』テーマ曲                                                           |
| 10 years                                            | UCC CAN COFFEE CMタイアップ曲                                                                |
| 虹をみたかい                                        | マクセル NEW XLシリーズ イメージソング                                                       |
| サマータイム ブルース                               | 明治生命（現・明治安田生命）スーパーライフ CMイメージソング                                  |
| Boys kiss Girls                                     | ブリヂストンALEPH QUEST イメージソング                                                       |
| Home Planet 〜地球こそ私の家〜                      | TBS『宇宙特派員計画』テーマ曲                                                                |
| Power -明日の子供-                                  | 明治生命スーパーライフ CMソング                                                              |
| 卒業                                                | 明治生命スーパーライフEX CMソング                                                            |
| 夏が来た!                                           | 明治生命創業110周年CMソング                                                                  |
| クリスマスまで待てない (雪だるま Version)           | 明治生命CMソング                                                                             |
| 泣いちゃいそうだよ                                  | 明治生命スーパーライフEX CMソング                                                            |
| メリーゴーランド                                    | TBS系『ムーブ』エンディングテーマ                                                            |
| 青空                                                | TBSドラマ『十年愛』挿入歌                                                                    |
| いつか きっと                                       | TBS系『いつか好きだと言って』主題歌                                                          |
| BIG WAVE やってきた                                 | カメリアダイヤモンドCFソング                                                                 |
| 素直に泣ける日笑える日                              | マクドナルドCMイメージソング                                                                 |
| チェリーが3つ並ばない                               | フジテレビ系『たけし・逸見の平成教育委員会』エンディング・テーマ曲                           |
| シンシアリー [Sincerely]                            | TBS系『筑紫哲也 NEWS23』エンディングテーマ曲                                                 |
| Promise                                             | 『関西セルラー』CMソング                                                                     |
| My Love Your Love (たったひとりしかいない あなたへ) | 日本テレビ アトランタ企画イメージソング                                                      |
| 一緒だね                                            | 日本テレビ系『THE・サンデー+30』エンディングテーマ                                           |
| 夏の歌                                              | TBS系『世界・ふしぎ発見!』エンディングテーマ                                                 |
| 素顔                                                | 映画『F (エフ)』主題歌                                                                       |
| 太陽は知っている                                    | 朝日放送・テレビ朝日系『全国高校野球選手権』80回記念・81回大会テーマソング                   |
| 太陽は知っている                                    | '98横浜国際女子駅伝』テーマソング                                                            |
| 新しい日々                                          | 日本テレビ系『独占!!SPORTS情報』テーマソング                                                 |
| もっと 遠くへ…                                      | テレビ東京系ドラマ『それぞれの断崖』主題歌                                                   |
| 深呼吸                                              | フジテレビ系『めざまし天気』テーマソング                                                     |
| 荒ぶる胸のシンバル鳴らせ                            | 朝日放送・テレビ朝日系『熱闘甲子園』オープニングテーマソング                                 |
| やさしく歌って〜Killing me softly with his song〜   | ネスカフェエクセラCFソング                                                                   |
| YOU 〜新しい場所〜                                  | TBS系『噂の!東京マガジン』エンディングテーマ                                                 |
| ドラえもんのうた                                    | テレビ朝日系『ドラえもん』主題歌                                                             |
| 十の秘密                                            | テレビ朝日系ドラマ『新・京都迷宮案内』主題歌                                                 |
| トマト                                              | 北九州空港テレビCMキャンペーンソング                                                         |
| 青い鳥                                              | テレビ東京系『田舎に泊まろう!』エンディングテーマ                                            |
| その手をつないで                                    | アニメ映画『超劇場版ケロロ軍曹2 深海のプリンセスであります!』主題歌                          |
| KISS & CRY                                          | 名鉄不動産CMソング                                                                           |
| yes                                                 | TBS系ドラマ『三代目のヨメ!』主題歌                                                           |
| あしたの空                                          | 映画『いけちゃんとぼく』主題歌                                                               |
| 光る風                                              | アサヒビール焼酎「かのか」CMソング                                                           |
| ぼくらのアーチ                                      | 『アサヒビール×福岡ソフトバンクホークス ASAHI SUPER DRY LIVE POP HAWKS』インスパイア・ソング |
| ニューワールド 〜新しい世界へと〜                   | UHB『スポーツワイド Fの炎〜SPORT HOKKAIDO〜』                                                |
| 春の日 夏の陽 日曜日                                | TOKYO FM『NISSAN あ、安部礼司〜BEYOND THE AVERAGE』テーマソング                              |
| セレンディピティー                                  | 読売テレビ・日本テレビ系『情報ライブ ミヤネ屋』エンディングテーマ                            |
| ここから                                            | アップルオートネットワーク25周年記念CMタイアップ曲                                           |
| 愛がお仕事                                          | NHKの音楽番組『みんなのうた』                                                                |

### 参加作品（ボーカル・コーラス）
| 発売日         | 曲名                                                              | 収録作品                                                                |
| -------------- | ----------------------------------------------------------------- | ----------------------------------------------------------------------- |
| 1986年6月4日   | You can Dance                                                     | TM NETWORK『GORILLA』                                                   |
| 1986年11月6日  | 長距離走者の孤独                                                  | 大江千里『AVEC』                                                        |
| 1986年11月6日  | 本降りになったら                                                  | 大江千里『AVEC』                                                        |
| 1987年6月21日  | 小首をかしげるTシャツ                                             | 大江千里『OLYMPIC』                                                     |
| 1987年6月21日  | エールをおくろう                                                  | 大江千里『OLYMPIC』                                                     |
| 1988年7月21日  | ジェシオ's Bar                                                    | 大江千里『1234』                                                        |
| 1989年10月11日 | 堕天使の羽音                                                      | 沢田研二『彼は眠れない』                                                |
| 1991年9月26日  | 格好悪いふられ方                                                  | 大江千里『HOMME』                                                       |
| 1991年9月26日  | COWBOY BLUES                                                      | 大江千里『HOMME』                                                       |
| 1997年7月1日   | HYPERACTIVE DINOSAUR                                              | 大江千里『HYPERACTIVE DINOSAUR』                                        |
| 2003年3月26日  | ムーンライト                                                      | くず『くずアルバム』                                                    |
| 2005年1月26日  | 魚ごっこ（渡辺美里 & 東京60WATTS）                                | BO GUMBOSトリビュート・アルバム『CollaBo GumBos Vol.1』                 |
| 2011年2月16日  | 春風 feat.渡辺美里                                                | LGYankees『BARIBARI LGYankees』                                         |
| 2015年8月19日  | 終わらない歌                                                      | 清水信之アレンジャー歴35周年記念アルバム『LIFE IS A SONG』              |
| 2016年4月6日   | この広い野原いっぱい ～50th Anniversary Version～ with 50 Friends | 森山良子『Touch Me』                                                    |
| 2017年12月6日  | レッツゴー! ムッツゴー! 〜６色の虹〜                              | ROOTS66 Party with 松野家６兄弟『レッツゴー! ムッツゴー! 〜６色の虹〜』 |
| 2019年6月12日  | 故郷 feat.渡辺美里                                                | AUN J-CLASSIC ORCHESTRA『響〜THE SOUNDS OF JAPAN〜』                    |
| 2019年10月16日 | オトナノススメ〜35th 愛されSP〜                                   | 怒髪天『怒髪天 35周年記念盤』                                           |
| 2023年3月22日  | Special Women                                                     | ザ・ストリート・スライダーズ『On The Street Again -Tribute & Origin-』  |

## 出演

### ラジオ

#### レギュラー・特番
- ミュージックスクエア（1994年10月7日-1995年3月、NHK-FM）
- 渡辺美里のスーパーギャング（1985年10月-1987年5月・1989年6月-1991年6月、TBSラジオ・JRN系）[1]
- 渡辺美里 ごきげんデイト（1987年4月-1988年3月、ニッポン放送）
- 渡辺美里のオールナイトニッポンスペシャル（1995年5月25日、2005年7月11日、ニッポン放送）
- 渡辺美里と北澤豪のスーパー・オフショット（2007年10月-2008年3月、2008年9月 - 2009年3月、2009年10月 - 2010年3月、ニッポン放送・NRN系）
- 小堺一機と渡辺美里のスーパーオフショット（2010年10月-2011年3月 、2011年-2019年の10月-3月、ニッポン放送・NRN系）
- オールナイトニッポンGOLD（2010年4月29日・2015年11月27日、ニッポン放送）
- MBSヤングタウン水曜日（1985年4月-1987年3月、MBSラジオ）[1]
- ライド・オン・ミュージック〜渡辺美里・ひとつぶの青春〜（1986年10月5日-1987年9月、TOKYO FM）[1] - 堀ちえみの後任
- MISATO LAND 風になれたら（1987年10月-1990年3月、TOKYO FM）
- 渡辺美里の虹をみたかい（1990年4月-1993年3月29日、TOKYO FM）
- "Nescafe Kiss a Time"（2002年4月-2003年3月、TOKYO FM）
- 週刊カラスの森〜美里とカラスのロングステイ〜（2009年4月-2009年9月、AIR-G'）
- MISATOパワーステーション（エフエム福岡）[1]
- 美里家本舗！（2010年1月-2011年3月、2011年7月28日、2015年4月9日、FM FUKUOKA）
- "Hibernation Club 渡辺美里 Room 3310"（2002年1月-2002年12月、FM OSAKA）
- "FMK MISATO 20 RADIO MIX"（2005年4月-2006年3月、FMK）
- "FMK MISATO TEAM RADIO MIX"（2006年4月-2007年3月、FMK）
- 渡辺美里ノーサイドステーション（1985年10月-1987年9月25日・1995年4月-1996年3月29日、2009年6月18日、FMヨコハマ）[1]
- THE MUSIC OF NOTE 〜 渡辺美里のオーディナリー・ライフ (2015年4月-6月、FM COCOLO)
- 渡辺美里のLive Love Life！（2018年10月6日 - bayfm）
- LEGENDS 渡辺美里 Good Day Radio（2024年1月 - 、JFNC、月1回第2週担当）

#### ゲスト
- おはようパーソナリティ小縣裕介です（2023年7月6日、ABCラジオ）

### ドキュメンタリー
- ヨーロッパ水風景 イタリア ヴェネツィア〜ボローニャの旅（2013年、テレビ東京・BSジャパン）- ナビゲーター

### CM
- UCC上島珈琲（1988年 - 1989年）
- maxell（1989年）
- 明治生命（現：明治安田生命、1990年 - 1992年）

### NHK紅白歌合戦出場歴
| 年度/放送回               | 回 | 曲目          | 出演順 | 対戦相手           |
| ------------------------- | -- | ------------- | ------ | ------------------ |
| 2005年（平成17年）/第56回 | 初 | My Revolution | 53/58  | m-flo ♥ Akiko Wada |

注意点
- 出演順は「出演順/出場者数」で表す。

## カバー
| タイトル                    | リリース       | 人物                                     | 内容                                                                                             |
| --------------------------- | -------------- | ---------------------------------------- | ------------------------------------------------------------------------------------------------ |
| My Revolution               | 1987年9月21日  | 内藤やす子                               | アルバム『SONGS』に収録。                                                                        |
| 19才の秘かな欲望            | 1988年3月21日  | 岡村靖幸（セルフカバー）                 | アルバム『DATE』に収録。                                                                         |
| きみに会えて                | 1992年10月21日 | 小室哲哉（セルフカバー）                 | アルバム『Hit Factory』に収録。                                                                  |
| さくらの花の咲くころに      | 1998年5月20日  | 沢知恵                                   | アルバム『いいうたいろいろ』に収録。                                                             |
| クリスマスまで待てない      | 1998年11月26日 | Deeps                                    | アルバム『Wish』に収録。                                                                         |
| My Revolution               | 1999年1月1日   | 猿岩石                                   | シングル「My Revolution」およびアルバム『1986』に収録。                                          |
| 悲しいね                    | 2001年12月19日 | サウスパラダイス                         | シングル「悲しいね」に収録。                                                                     |
| My Revolution 2002          | 2002年5月16日  | ULTRAS                                   | アルバム『ULTRAS 2002』に収録。                                                                  |
| 新しい場所                  | 2002年8月28日  | コブクロ（セルフカバー）                 | 「YOU 〜新しい場所〜」のカバー曲。アルバム『grapefruits』に収録。                                |
| MY REVOLUTION               | 2003年8月27日  | GTS feat.M.SEXTON                        | アルバム『CROSSOVER』に収録。                                                                    |
| 10 years                    | 2003年12月3日  | 大江千里（セルフカバー）                 | アルバム『Home at last〜Senri Sings Senri〜』に収録。                                            |
| コモンガール                | 2005年10月20日 | NIRGILIS                                 | 「My Revolution」のマッシュアップ曲。限定シングル「マイレボ」およびアルバム『BOY』に収録。       |
| こぶし                      | 2005年10月26日 | 木根尚登（セルフカバー）                 | アルバム『Life』に収録。                                                                         |
| My Revolution               | 2006年5月31日  | INSPi                                    | アルバム『インスピ・復刻盤3』に収録。                                                            |
| My Revolution               | 2006年11月29日 | TRF                                      | シングル「We are all BLOOMIN'」カップリング曲。                                                  |
| My Revolution               | 2007年1月24日  | デーモン小暮                             | アルバム『GIRLS' ROCK』に収録。                                                                  |
| My Revolution               | 2007年7月4日   | DJTK（セルフカバー）                     | アルバム『cream of j-pop 〜ウタイツグウタ〜』に収録。                                            |
| My Revolution               | 2007年11月14日 | 滝沢乃南                                 | シングル「B・BLUE」カップリング曲。                                                              |
| タフな気持ちで（Don't Cry） | 2008年1月30日  | デーモン小暮                             | アルバム『GIRLS' ROCK √Hakurai』に収録。                                                         |
| My Revolution               | 2008年4月23日  | 少年カミカゼ                             | コンピレーション・アルバム『RUDE GIRL'S PARTY』に収録。                                          |
| サマータイム ブルース       | 2008年5月21日  | 田村直美                                 | コンピレーション・アルバム『J-POP Happy Drive Mix〜Rainbow Rose Edition〜』に収録。              |
| マイ★レボリューション       | 2008年10月29日 | Missing Linkと塚地武雅(ドランクドラゴン) | 「My Revolution」のカバー曲。シングル「マイ★レボリューション」に収録。                           |
| My Revolution               | 2009年11月25日 | Purple Days                              | シングル「Shine Of Love」カップリング曲。                                                        |
| My Revolution               | 2010年5月26日  | pitcher56                                | iTunes Store配信限定コンピレーション・アルバム『TOKYO Auto-Reverse 〜ネオ渋谷系×80's〜』に収録。 |
| Lovin' you                  | 2010年8月25日  | コブクロ                                 | アルバム『ALL COVERS BEST』に収録。                                                              |
| My Revolution               | 2011年6月29日  | 川嶋あい                                 | アルバム『My Favorite Songs 〜WING〜』に収録。                                                   |
| 今夜がチャンス              | 2016年9月21日  | THE MODS（セルフカバー）                 | アルバム『CAUTION FILE -THE MODS ROCKAHOLIC BEST2-』に収録。                                     |
| Hello Again                 | 2019年8月1日   | Caravan（セルフカバー）                  | アルバム『The Universe in my Mind』に収録。                                                      |